# 库页岛
库页岛，俄羅斯稱萨哈林岛（羅馬化：Ostrov Sakhalin），日本稱樺太島（羅馬化：Karafuto tō）為北太平洋一島嶼，其位於日本北海道以北、外滿州韃靼海峽以東。其面積約76,400平方公里，人口49万人，主要民族有俄羅斯人、朝鮮人、乌克兰人、鞑靼人、尼夫赫人、亞美尼亞人、雅庫特人、鄂罗克人、鄂温克族和阿伊努人，其中人數最多為俄罗斯人，占人口总数的八成以上。庫頁島目前由俄羅斯實際管轄，隸屬萨哈林州，最大城市为南萨哈林斯克。
庫頁島在中国古籍称其为苦葉、苦兀、骨嵬或黑龍嶼，尼夫赫人、鄂羅克人生活在島的北半，阿伊努族生活在島的南半。19世紀前清廷仍有效管轄該島北端的費雅喀人（尼夫赫人）部落，並派員每年巡查一次，日本江户幕府1785年派出的库页岛遠征团报告仍結論稱考察至大清北端國境。至19世紀初起俄罗斯人開始企圖殖民庫頁島，並因此於1806年引爆文化露寇事件，俄羅斯海軍劫掠島上的日本貿易中心久春古丹（今科尔萨科夫）及留多加町等，幕府至此方開始重視該地並因而將南庫頁島改為直轄（至1821年），始成俄日相爭要地。
1860年，大清被俄羅斯脅迫簽下《中俄北京條約》，自此外滿州全境割讓予俄羅斯並失去日本海出海口；即使條約未能確定是否包含庫頁島，但大清亦因已失去聲索庫頁島的地理條件而自此退場。1905年，日本通過《樸茨茅斯條約》獲得庫頁島北緯50°以南的地區，並承認俄羅斯仍控制著庫頁島北方的五分之三；1920年尼港事件後，日本實質統治庫頁島全境，直至1925年與蘇聯建交後，方才根據日蘇基本條約自北庫頁島撤軍，但仍保留該地的開採權至1970年（後蘇聯於1944年以支付違約金方式提前終止），在對華與太平洋戰爭期間，豐富的薩哈林油田為日本工業提供了部分血液。
1945年2月11日，英美領導人於《雅爾塔協定》中與蘇方達成協議，承諾戰後將日本領有的南庫頁島交予蘇聯，同年8月8日，蘇聯對日宣戰，並於11日開始進攻南庫頁島，最終在25日佔領全境。1951年，日本在《舊金山和約》放棄於1905年獲得的南庫頁島和千島群島的一切權利、權利名義與要求。目前庫頁島全境皆屬俄羅斯薩哈林州管轄，中華人民共和國亦承認該島全境為俄羅斯領土。日本主張其僅在《舊金山和約》中放棄自身對南庫頁島的權利、權利名義與要求，其主權歸屬何國則至今在國際法上仍未有定論，但該國承認俄羅斯目前對南庫頁島進行有效控制，並在南薩哈林斯克設有領事館。

## 名稱
庫頁島在中国唐代称「窟說」和「屈设」。唐朝把窟說部當作是靺鞨諸部之一，但是可能其實是阿伊努人。今天千島群島（羅馬化：Kuril'skie），「庫里爾」與「庫頁」讀音相近。「窟」（羅馬化：kur）可能音譯自阿伊努語的「人」也是阿伊努人的自稱。「說」（羅馬化：il）可能源自古阿伊努語的「地」，今天阿伊努語的意思是陸地或岸。「窟說」（羅馬化：kur-il） 即「吾等人的陸地」。
元代称「骨嵬」，明代称「苦夷」和「苦兀」。元代「骨嵬」和明代「苦兀」是指當時島上的原住民阿伊努人。清代称「庫葉」、「庫野」和「庫頁」。
島的俄語名称「薩哈林」来自于满语“ᠰᠠᡥᠠᠯᡳᠶᠠᠨ
 ᡠᠯᠠ
 ᠠᠩᡤᠠ
 ᡥᠠᡩᠠ ”（sahaliyan ula angga hada）意为黑江嘴顶；「萨哈林」（羅馬化：Sakhalin）音譯自該島滿語名的第一個詞「ᠰᠠᡥᠠᠯᡳᠶᠠᠨ」（sahaliyan），該詞是「黑」的意思。
阿伊努人将该岛称为（kamuy kar put ya mosir），意思是「神在河口创造的岛」。在樺太阿伊努語中，該地被稱為「ヤンケモシリ」，意指「位於陸地旁的島嶼」，而在北海道阿伊努語中，則稱為「カラㇷ゚ト」(Karapto)。
日語名稱「からふと」(Karafuto)的語源，自古以來有多種說法，目前尚未得出結論。日本曾以“唐渡之嶋”、“からと島”、“カラフト”、“北蝦夷地”、“唐太”、“樺太”等多種名字稱呼該島，其中「唐太」、「樺太」的發音為「からふと」(Karafuto)。江戶時代普遍使用『唐太』。然而，自與俄羅斯人頻繁接觸後，因『カラ（唐）』具有外國之意，許多人認為不宜再使用，於文化6年改稱「北蝦夷」。明治元年，松浦武四郎提出因該地多樺樹，應使用『樺太』這一名稱，並於隔年（1869年）正式固定下來。
阿穆尔河下游和萨哈林岛的原住民尼夫赫人对岛的称呼为“Лер Миф”（遊玩的大地）、“Лыр Миф”（浮動的大地）或“Ых Миф”（盡頭的大地）。
中华人民共和国出版的地图将之标记为萨哈林岛（库页岛）。根据自然资源部2023年2月6日发布的《公开地图内容表示规范》第十四条规定，汉语版地图中“萨哈林岛”之后必须括注“库页岛”，汉语拼音版地图和外文版地图除外。中国大陆官媒对此岛译名不统一，有时候翻译作“萨哈林岛”，有时候翻译作“库页岛”。臺灣的媒體也多用「庫頁島」。不过相较于俄文名“萨哈林岛”，“库页岛”之名在華人地區中更为常用。日本人习惯称该岛为。日本出版的地圖中，將此島標記為，該島北緯50度以南的樺太廳轄境被標識為「主權未定」。

## 歷史

### 早期歷史
冰河时期，库页岛与大陆相连。庫頁島自新石器時代就有人居住。自3世紀至13世紀期間，鄂霍次克海沿岸一帶存在過鄂霍次克文化，分佈於今日北海道、庫頁島及千島群島南部一帶。這一文明與科里亞克人、尼夫赫人相關，而與北海道的續繩文文化和擦文文化不同。在此時期，阿伊努人生活在庫頁島的南部，鄂羅克人生活在中部，尼夫赫人生活在北部。中国古代文献记载称，以赫哲族和鄂伦春族为代表的通古斯人生活在此岛，主要靠打猎、捕鱼为生。
中國人在唐代就已經發現了堪察加半島和千島群島，並且沿着堪察加半島和千島群島航行。唐玄宗開元十三年（公元725年），唐朝在伯力設置黑水府，置黑水軍，對黑水靺鞨地區實施有效的行政管轄，並勘探了今天的堪察加半島和千島群島。《新唐書·北狄傳》記載：“黑水西北又有思慕部，益北行十日得郡利部，東北行十日得窟說部，亦號屈設，稍東南行十日得莫曳皆部。”
庫頁島在唐代屬於靺鞨窟說部，庫頁一词就來自於“窟說”、“屈說”。因為當時靺鞨的勢力比較強大，「窟說」沒有直接向唐朝朝貢，而是附屬於靺鞨。流鬼國向唐朝進貢，其王子可也余志也來到唐朝都城長安，並且接受唐朝的冊封，唐朝賜可也余志騎都尉的官職。流鬼國可能是堪察加半島鄂霍次克文化的一個部落。史載流鬼國的使臣“三譯而來朝貢”，先由窟說部把流鬼國的語言翻譯給黑水靺鞨，再由黑水靺鞨翻譯成自己語言，最後翻譯成漢語。
日本可能在此時期亦同庫頁島的原住民開始接觸。據《日本書紀》記載，阿倍比羅夫於齊明天皇六年（660年）三月北伐肅慎。此肅慎與中國古代文獻的肅慎指的是不同的民族，現代日本學者推測其是對庫頁島鄂霍次克文化的部落的稱呼，為尼夫赫人的祖先 。
《高麗史》忠烈王13年（1287年）9月條記載，「東真骨嵬國萬戶帖木兒領蠻軍一千人罷戍還元，來謁公主。」東真又稱東夏，是蒲鮮萬奴建立的女真族政權，為金朝的派生國家。據此推測，骨嵬在金朝可能屬於女真族的一部。1264年，庫頁島上的部落吉里迷（或作吉烈滅，尼夫赫人）向蒙古汗國控告骨嵬（或作苦夷）和亦里于（不詳，可能是鄂羅克人）對自己的侵略。隨後，蒙古派兵3000人入侵庫頁島，骨嵬向蒙古汗国朝貢。1284年，骨嵬反元。1285年，元朝在奴儿干地方设置东征元帅府，任命聶古帶為征東招討司，對骨嵬進行征討；随后隶属于辽阳等处行中书省，以强化对黑龙江下游及库页岛等地的管理。在吉里迷的斡旋下，骨嵬于1308年向元朝降伏，承诺每年缴纳毛皮税，以海东青、貂、水獭及海豹皮等为贡献。自此庫頁島所有部族臣服於元朝。1368年，元朝滅亡，蒙古可汗敗走漠北，失去了對此島的控制。
15世纪初，明朝北伐至黑龙江下游，女真各部开始臣服于明朝。1410年，该岛东部驽烈河流域的鄂罗克族酋长率先向明朝进贡，以其地设置兀烈河卫。1411年，明朝在外满洲的特林设置奴尔干都指挥使司，以招抚外满洲的女真诸部。1412年，北部近海处的尼夫赫族酋长入贡，以其地置囊哈儿卫。1428年，中部波罗奈河流域的鄂罗克族酋长亦入贡，以其地设波罗河卫。三卫皆隶属于奴尔干都司。为了更有效地管理黑龙江下游以及库页岛等地区，明朝曾先后十次派太监亦失哈出巡奴儿干地方，在当地建立永宁寺，并树立永宁寺碑，以记载管理当地之事。亦失哈又于1413年视察了库页岛。1430年，明宣宗派都指挥康旺、王肇舟及佟答敕哈等人前往奴儿干都司，抚恤军民。奴儿干都司于宣德九年（1434年）正式废弃，此后三卫不再向明朝进贡。

### 清朝經營

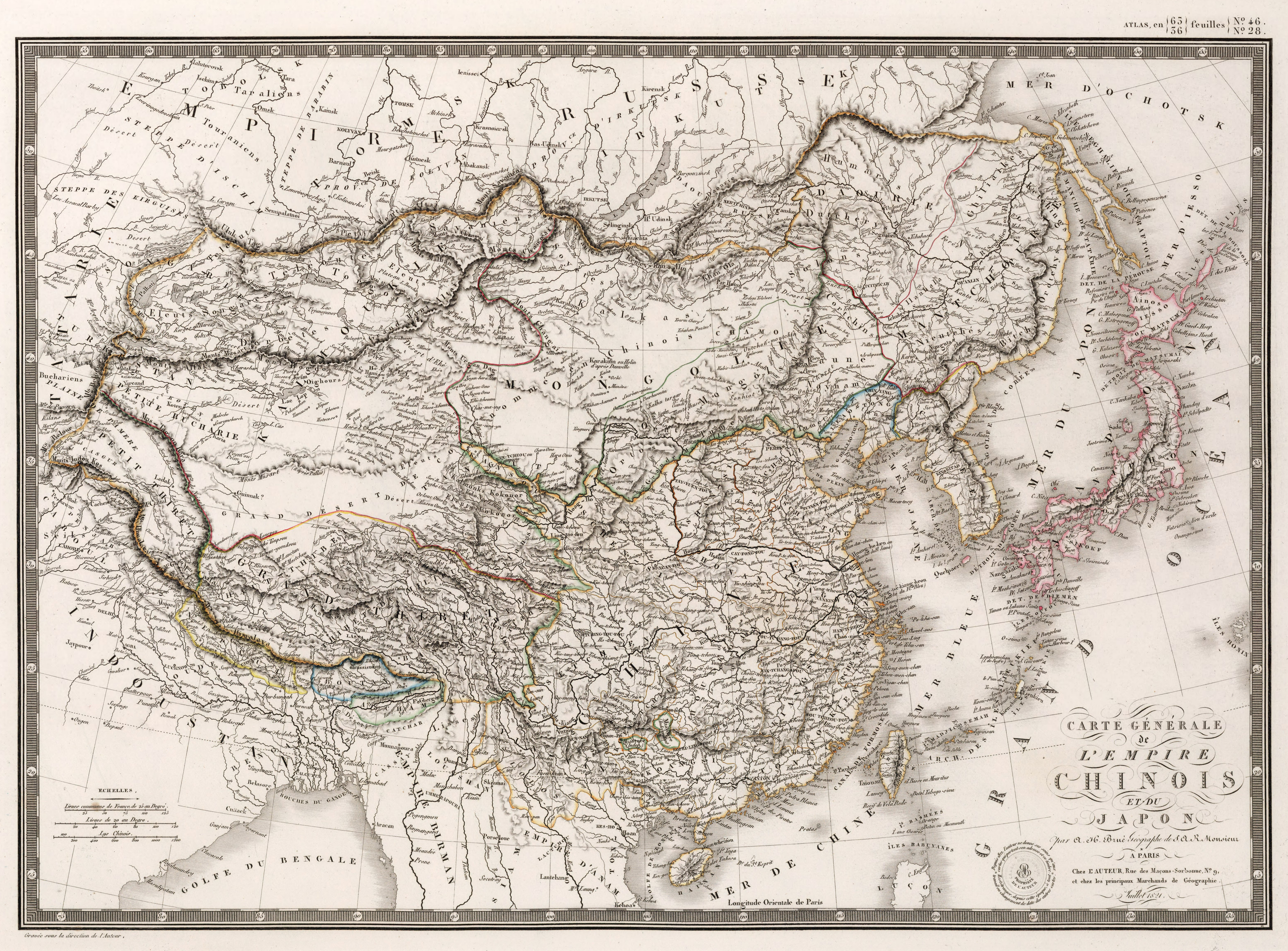
1821年法国地图將库页岛標記為大清疆域

1616年，根据魏源所著《圣武记》记载：「太祖遣兵四百收濒海散各部，其岛居负险者刳小舟二百往取，库页内附，岁贡貂皮，设姓长、乡长子弟以统之」。清朝建立后，库页岛先被划归宁古塔副都统管理，1715年后，又归三姓副都统管辖。岛上居民需每年到黑龙江下游的普禄乡向清廷进贡貂皮。
與此同時，日本亦開始試圖控制庫頁島。1485年，庫頁島的阿伊努族酋長向日本蝦夷管領安東氏的代官武田信廣進獻銅雀台。1593年，日本關白豐臣秀吉命令松前慶廣對阿伊努人進行「保護」，並承認其徵稅的權利。1603年，松前藩在宗谷設立利尻、禮文、樺太三司。翌年，德川家康將黑印狀發給藩主松前公廣，承認其對蝦夷的壟斷貿易權。
1635年，松前公廣派村上掃部左衛門巡視库页島。此后又于1650年、1689年及1700年先后派家臣巡视该岛。1644年，松前藩绘制全國地圖《正保御國繪圖》时，首次将北海道与庫頁島等原住民居住地納为日本領土。1679年，松前藩在库页岛的久春古丹（今科尔萨科夫）建造临时性的渔民居住所，日本渔民开始对库页岛开拓，与当地阿伊努族居民进行贸易。
1689年，清朝与俄罗斯帝国签定《尼布楚条约》，规定外兴安岭以南为中国领土，但当时俄国人并不知晓库页岛的存在。1709年，康熙帝派遣三位耶穌會修士測量全國版圖，耶穌會士得知有一大島，翌年第二支由滿人組成的測量隊成功地橫渡韃靼海峽到了庫頁島。在滿文版本的地圖中，庫頁島被正式命名為“ᠰᠠᡥᠠᠯᡳᠶᠠᠨ
 ᡠᠯᠠ
ᠠᠩᡤᠠ
ᡥᠠᡩᠠ ”（sahaliyan ula angga hada），意为“黑江的嘴顶”。雍正十年（1732年）清朝成立三姓副都统衙门，衙门成立时规定“居住海岛之库页费雅喀人贡貂，则由三姓副都统衙门派出官兵，前往约定之奇集噶珊收集贡貂并颁赏乌林。如不前来约定之地，则令官兵寻入海岛，唤起前来，征收貂皮并颁赏乌林”，同年“招抚居住于海岛上特门赫图舍等处库页费雅喀人146户，令其贡貂”。其次，清廷通过被唤作“萨尔罕锥”的旗人女儿与当地部落联姻来加强联系，联姻要求很高，必须由皇帝亲自批准。男方还要准备聘礼，通常需要三百零四张貂皮，还有各种颜色的狐狸皮若干，而平时每次纳贡只要一张貂皮。清廷也会准备丰厚的嫁妆，主要是衣物，但也有“牛二头，犁、铧、犁碗各一对”这样的农业用具被放到嫁妆里。
1738年至1739年，探索日本航线的俄国中尉什潘别尔克从虾夷人处得知了库页岛的存在。1742年，俄国探险者舍利京克勘探了几近整个库页岛的东海岸，俄国開始意识到库页岛在远东地区的重要性。1783年至1787年，法国航海家拉彼鲁兹对黑龙江口和库页岛进行了勘察其间发现了宗谷海峡(拉彼鲁兹海峡)。1785年，江户幕府派遣工部吏山口铁五郎等五人及随从人员分两路勘察千岛群岛和库页岛，並向幕府回報了「库页岛北部隶属清朝」的结论。

### 日俄相爭

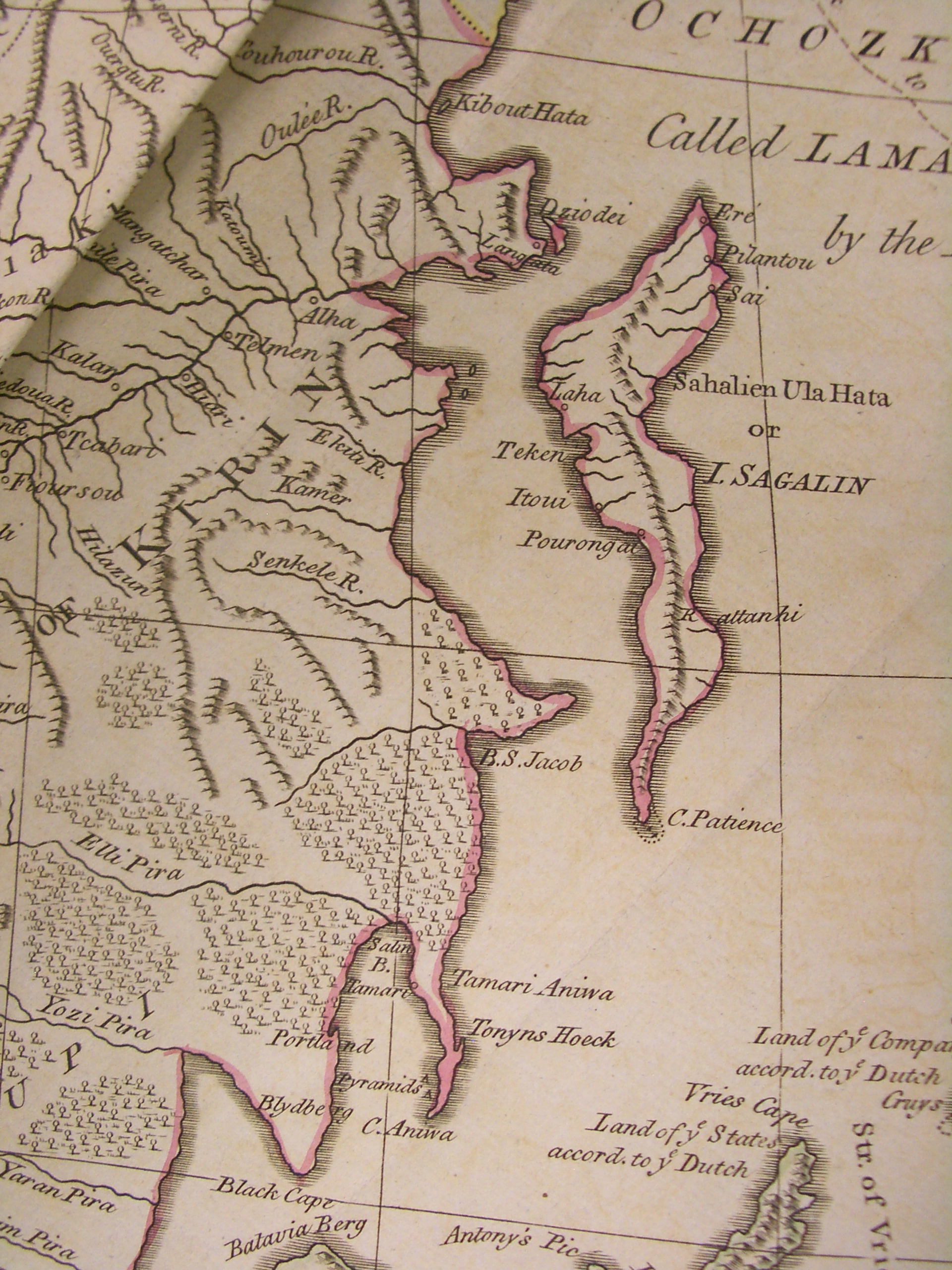
18世纪人们对萨哈林岛的认识还很浅

1799年，俄罗斯帝国批准成立俄美公司，其任务是巩固俄国在北太平洋地区的领土以及夺取黑龙江口、库页岛地区。1805年亞當·約翰·馮·克魯森施滕指揮俄羅斯船只 Надежда 探索了薩哈林島的大部分地區，但没能环游薩哈林島，俄国人尚不知道薩哈林島是一個島嶼還是一個半島，發現順序上比中國與日本還要晚很多。
1806年10月10日，俄美公司军官赫沃斯托夫的舰队在库页岛南端的久春古丹袭击了松前藩藩主的税务所，焚烧仓库，并宣布将库页岛收归俄国所有。次年，江户幕府派远山景晋赶赴库页岛，将库页岛收归幕府直辖，又命令仙台及会津两藩派兵驻守库页岛，直到1814年才将对该岛的管辖权交还松前藩。
1808年，江户幕府发布「俄船驱逐令」，指令沿海各地：「今后无论在何处海面发现俄船，应即严加驱逐，如敢靠岸，应迅即逮捕或处死。」同年，江户幕府相继派遣最上德内、松田傳十郎、间宫林藏到库页岛勘察，初步得出库页岛是一个岛屿的结论。松田傳十郎在库页岛最西端建立「大日本國國境」之國境標。1809年，间宫林藏再次勘察库页岛，并沿黑龙江溯流而上，访问了清朝在黑龙江下游德楞设立的地方政府。由此，日本人第一次确切地得知库页岛是一个岛屿，称其为「北虾夷」。

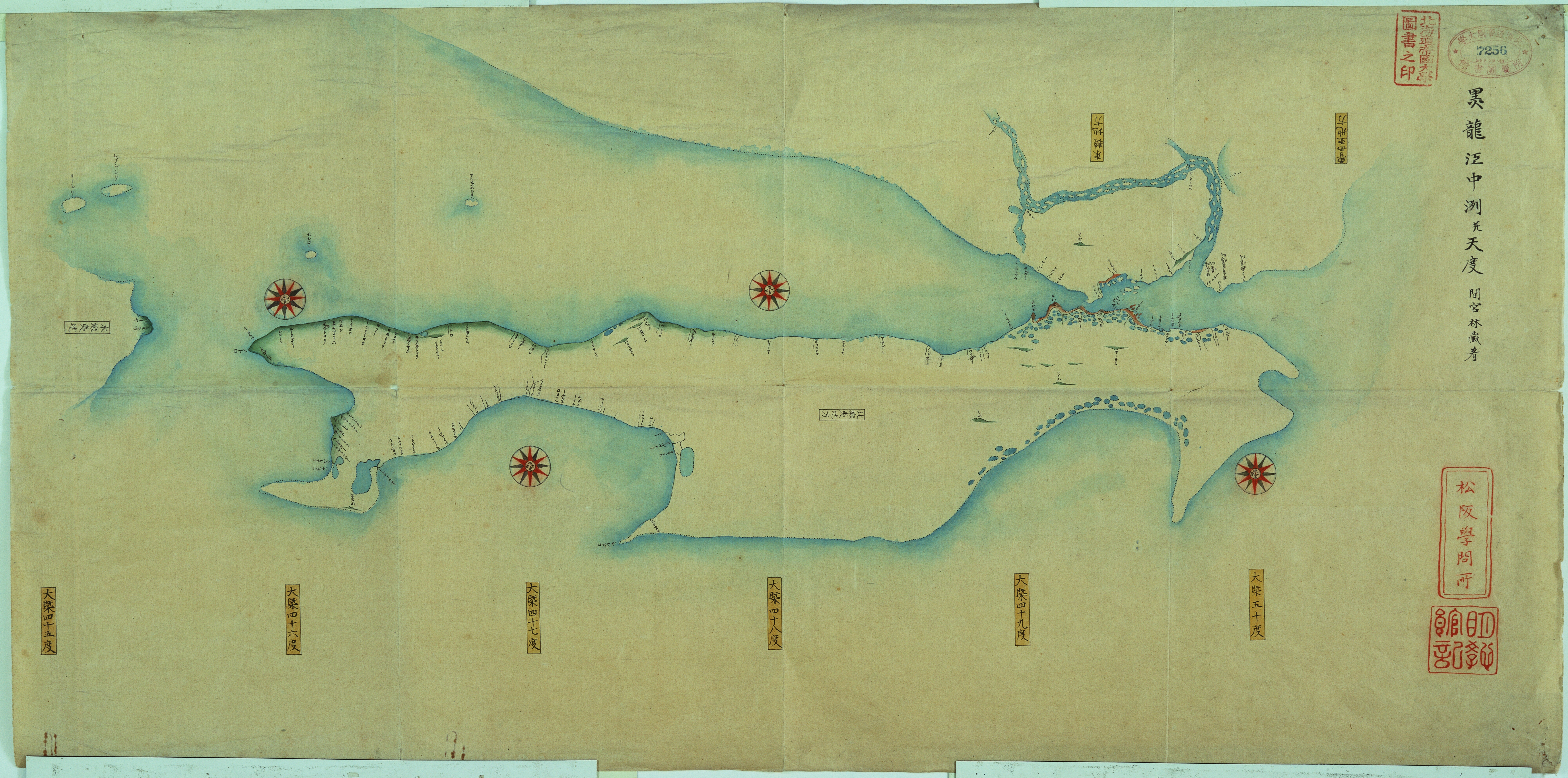
1810年间宫林藏绘制的地图

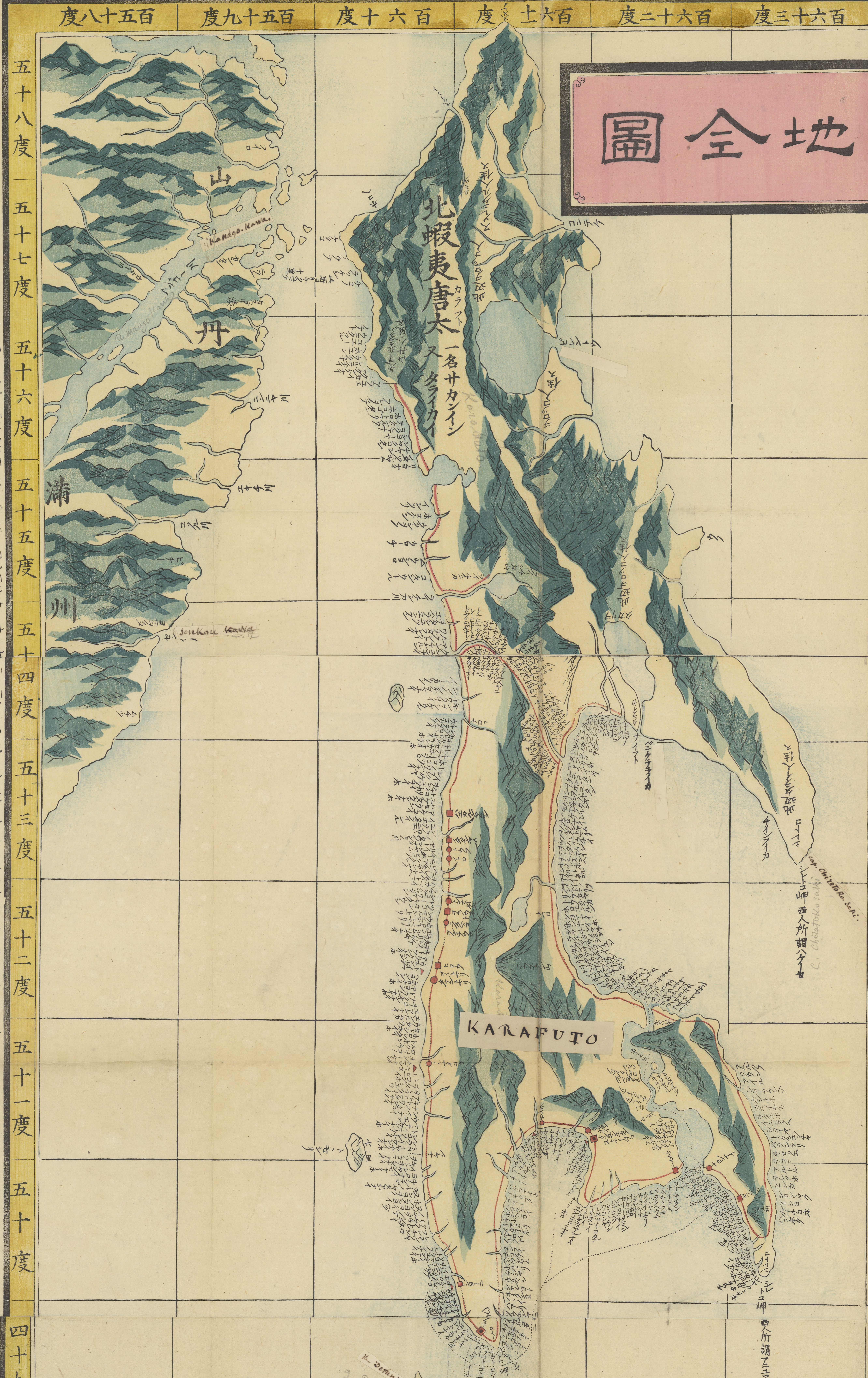
日本紀錄的樺太島及西伯利亞東部地區地圖（1823年）

1849年，根納季·伊萬諾維奇·涅韋爾斯科伊指揮的遠征隊得出萨哈林岛是岛屿的结论，軍用運輸船“貝加爾湖”在薩哈林島和大陸之間航行，這條海峽後來以涅韋爾斯科伊的名字命名。1850年8月1日，涅维尔斯科伊到达库页岛北部的库艾格达岬，升起俄国国旗並宣布「现在阿穆尔河口、萨哈林和鞑靼海峡沿岸地带已纳入俄国版图，它们不可侵犯并受到武力保护」。1853年4月，沙皇尼古拉一世命令俄美公司占领库页岛，并命令涅维尔斯科伊在库页岛东西两岸各建立一个哨所。同年8月，涅维尔斯科伊在库页岛东岸登陆，建立了以俄国东西伯利亚总督尼古拉·尼古拉耶维奇·穆拉维约夫-阿穆尔斯基命名的哨所，并宣布库页岛主权为俄国所有。
1852年5月，俄国远东政策委员会派普提雅廷为代表赴日进行谈判。1855年2月7日，日俄双方在伊豆下田签订《日俄和親通好條約》，规定千岛群岛中择捉岛以南归日本领有，以北为俄国领有；库页岛维持原状，不另定国界。1854年，忙于克里米亚战争的俄国暂时从库页岛撤军。
克里米亚战争结束後，俄罗斯帝国趁英國及法國對大清帝國发动第二次鸦片战争之机，于1856年派兵重占库页岛，并将该岛划归东西伯利亚总督穆拉维约夫直辖。1859年8月，穆拉维约夫率九艘军舰抵达日本，提出千岛群岛以北纬48°线划界，库页岛整体为俄罗斯帝国所有，江户幕府予以拒绝。
鸦片战争過後，戰敗的大清國力江河日下。1858年5月爆發第二次鸦片战争，俄國於28日强迫清廷签订《瑷珲条约》，兩年後又以调停戰事有功为借口，於1860年11月14日再度强迫清廷签订《中俄北京条约》，将包括库页岛在内的整個外滿州合共100多万平方公里的领土割让于俄国，史稱兼併阿穆爾。
1862年，江户幕府派竹内保德使团赴圣彼得堡进行谈判，并提出库页岛以北纬50°线划分日俄边界，而俄方仍坚持千岛群岛以北纬48°线划界，库页岛整体为俄国所有，谈判未获成功。1866年，江户幕府再次派遣箱馆奉行小出秀实赴俄谈判。1867年3月30日，日俄双方在圣彼得堡草签《日俄樺太島假規則》，其中规定俄国把俄属千岛群岛中的得抚岛、知理保以岛等四岛割让与日本；库页岛整体为俄罗斯帝国所有；允许日本国民在库页岛居住。但是日本幕府拒绝批准此条约并告之俄方，库页岛继续保持原来的杂居状态。俄国亦开发岛上西岸的煤礦資源。

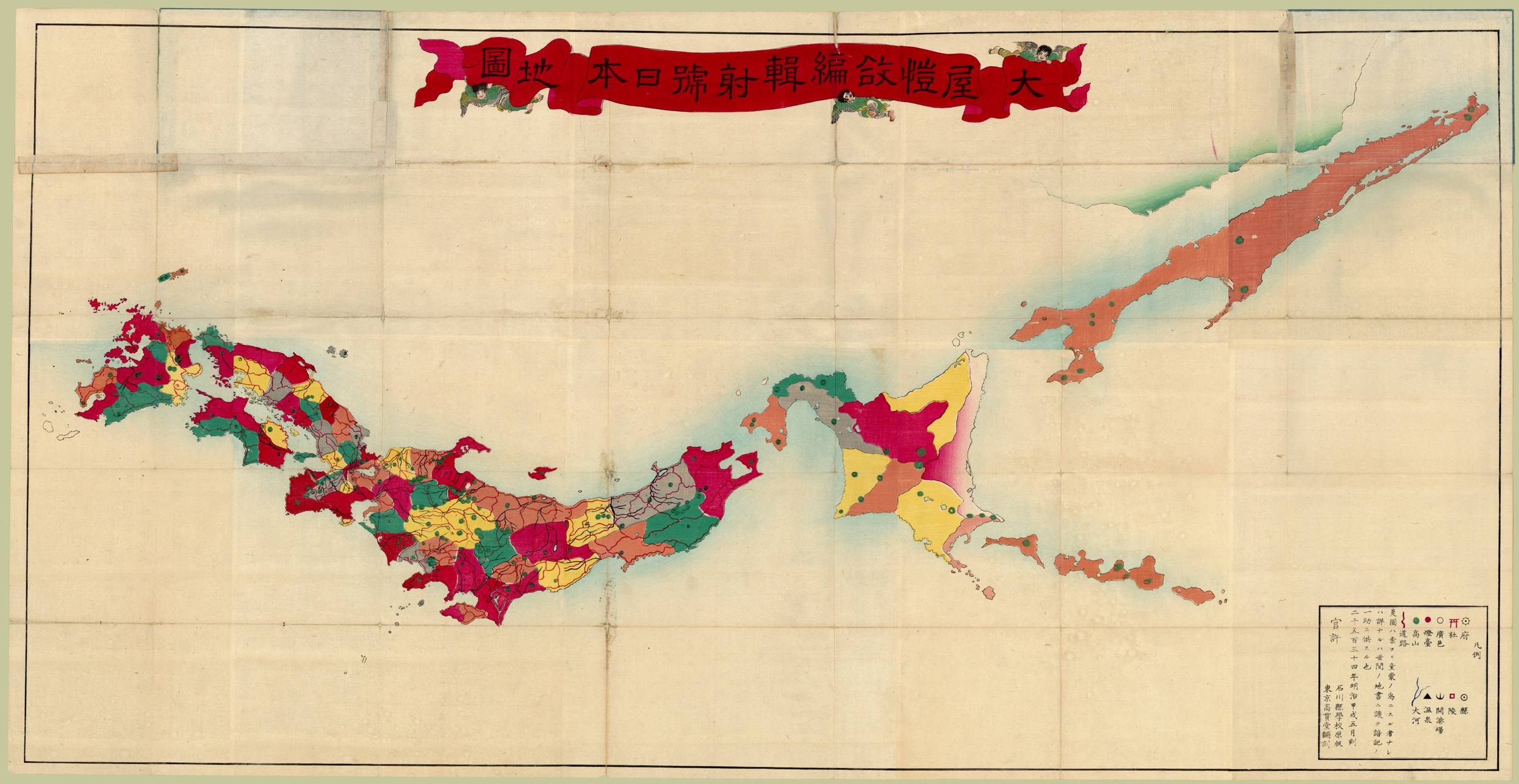
《日俄和親通好條約》後的日本地圖-1874年
庫頁島為日俄共管，尚未分界

### 帝俄接管全島
1875年5月7日，日本与俄國簽訂《庫頁島千島群島交換條約》，日本因此得到了整個千島列島的主權，俄國以此换取日本不再宣示对萨哈林島的权利。日本宣布完全放棄萨哈林島的領有權，全島歸由俄国管治。為加強對庫頁島的控制，俄羅斯自1857年開始就將這裡作為犯人的流放地。1890年，俄羅斯作家契诃夫只身一人来到岛上进行实地考察，離開庫頁島後，契訶夫乘船從海參崴出發，經香港和新加坡，到達科伦坡。此次考察之后，契诃夫出版了报告文学《库页岛旅行记》，库页岛的卡托加被形容为地狱般的惨状。

### 日俄瓜分南北
在1905年日俄戰爭後期，日軍全面佔領庫頁島，以此增加談判籌碼。9月5日，日俄雙方簽訂《樸茨茅斯和約》，俄羅斯帝國割讓庫頁島北緯50度以南的領土與日本。

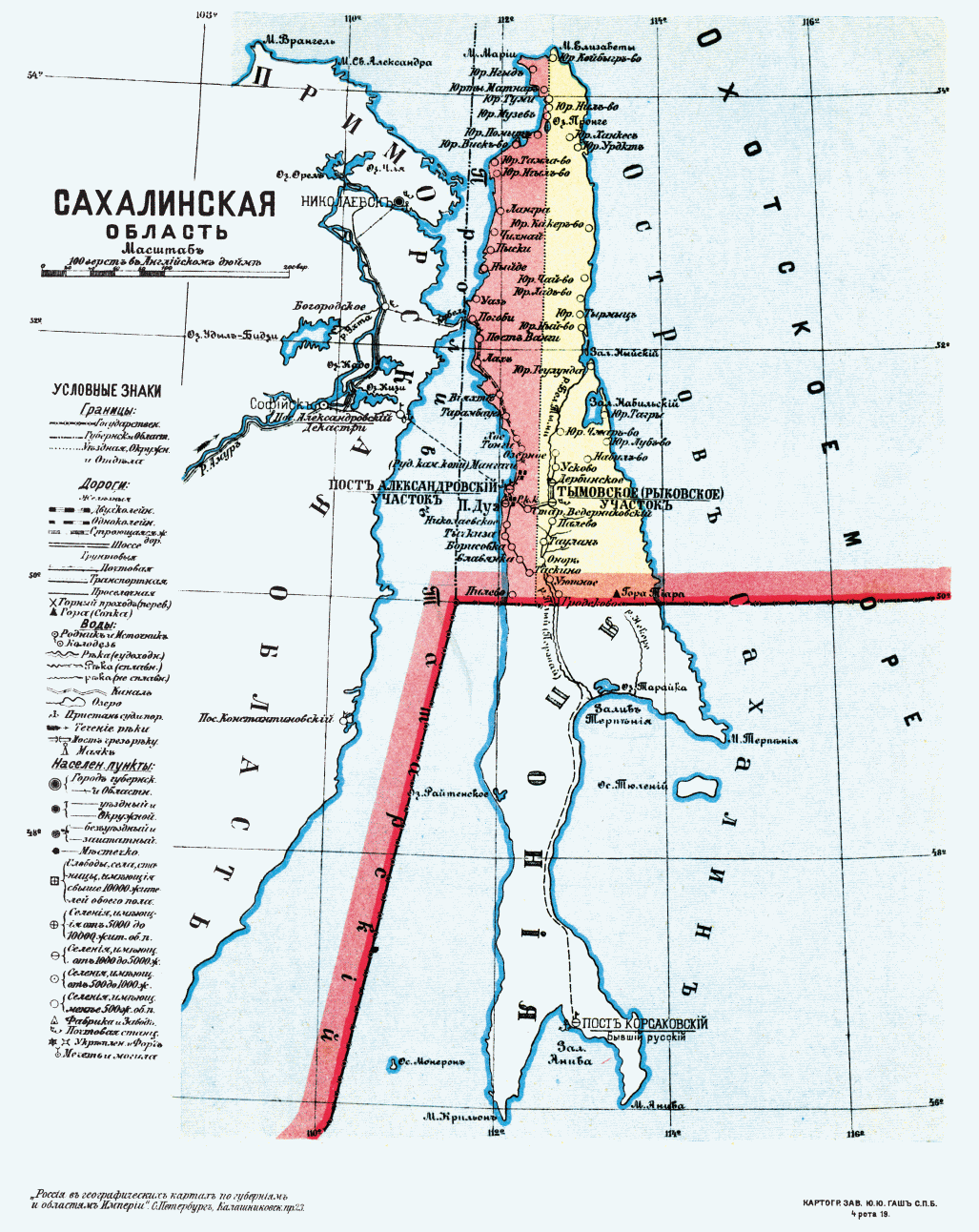
库页岛地图（1913）

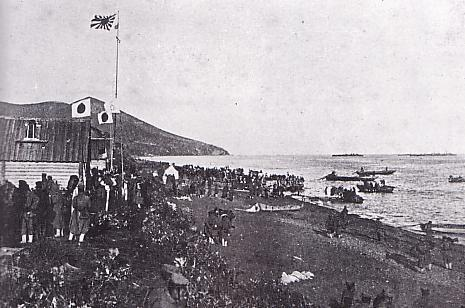
庫頁島之戰中 正在登陸的日本軍隊

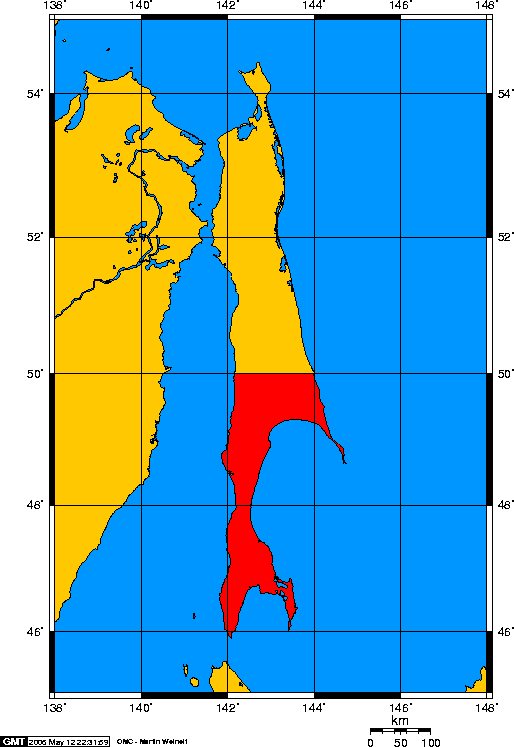
日俄分治地图

#### 南樺太
日本稱此地為南樺太，或簡稱為樺太。
重回此地後，日本於8月19日設立樺太民政署。
1907年4月1日樺太廳成立，取代樺太民政署，並作為地方行政機關及行政區劃。

而在此期間施行的法律與敕令如下：
- 《關於在樺太施行的法律》明治40年法律第25號
內地的法律得以通過勅令施行於樺太。然而與臺灣及朝鮮不同的是，樺太並未承認委任立法的制度。因此，針對某些特定事項，允許通過勅令進行特別規定[b]，以緩解因法律不符合樺太實際情況所引發的不便。
- 《關於在樺太施行司法相關法律》明治40年勅令第94號
內地的裁判所(法院)構成法、民法及商法適用於樺太。

1908年3月31日，日本内務省發出告示《樺太地名改正》，將一些地名用日語漢字進行重新命名，如「弗拉基米罗夫卡」（日語：ウラジミロフカ）更名為「豐原」，阿尼瓦灣（日語：アニワ湾）更名為「亞庭灣」。除了豐原（今南薩哈林斯克）和大泊 （今科爾薩科夫），多數地名根據阿伊努语發音轉換成日式音譯。
1908年8月13日，樺太廳舍遷至豐原。
1915年6月26日，日本發表，在樺太設立17郡4町58村。
1918年4月17日公布之《共通法》，是為了確定日本統治下各地區間法令的適用範圍並實現聯絡統一而制定。由於內地的裁判所(法院)構成法、民法及商法已經適用於樺太，並且居民大多數為內地人，因此該法將樺太歸類於內地。然而，由於行政管理機構與法律適用層面的不同，樺太實際上是「準內地」，直到1943年才完全成為內地。
1929年，日本設置拓務省，樺太廳被編入其中。1929年3月26日，樺太町村制进行公示，町村开始自治制
1942年11月1日，日本拓務省與其他省廳因為一元化計劃而合併成為大東亞省。樺太廳改為隸屬於内務省之下。

1943年4月1日，明治40年法律第25號被廢止，樺太開始完整適用日本國內法，正式編入內地。
1945年6月樺太與北海道兩廳一同被納入地方總監府的北海地方。

#### 北薩哈林

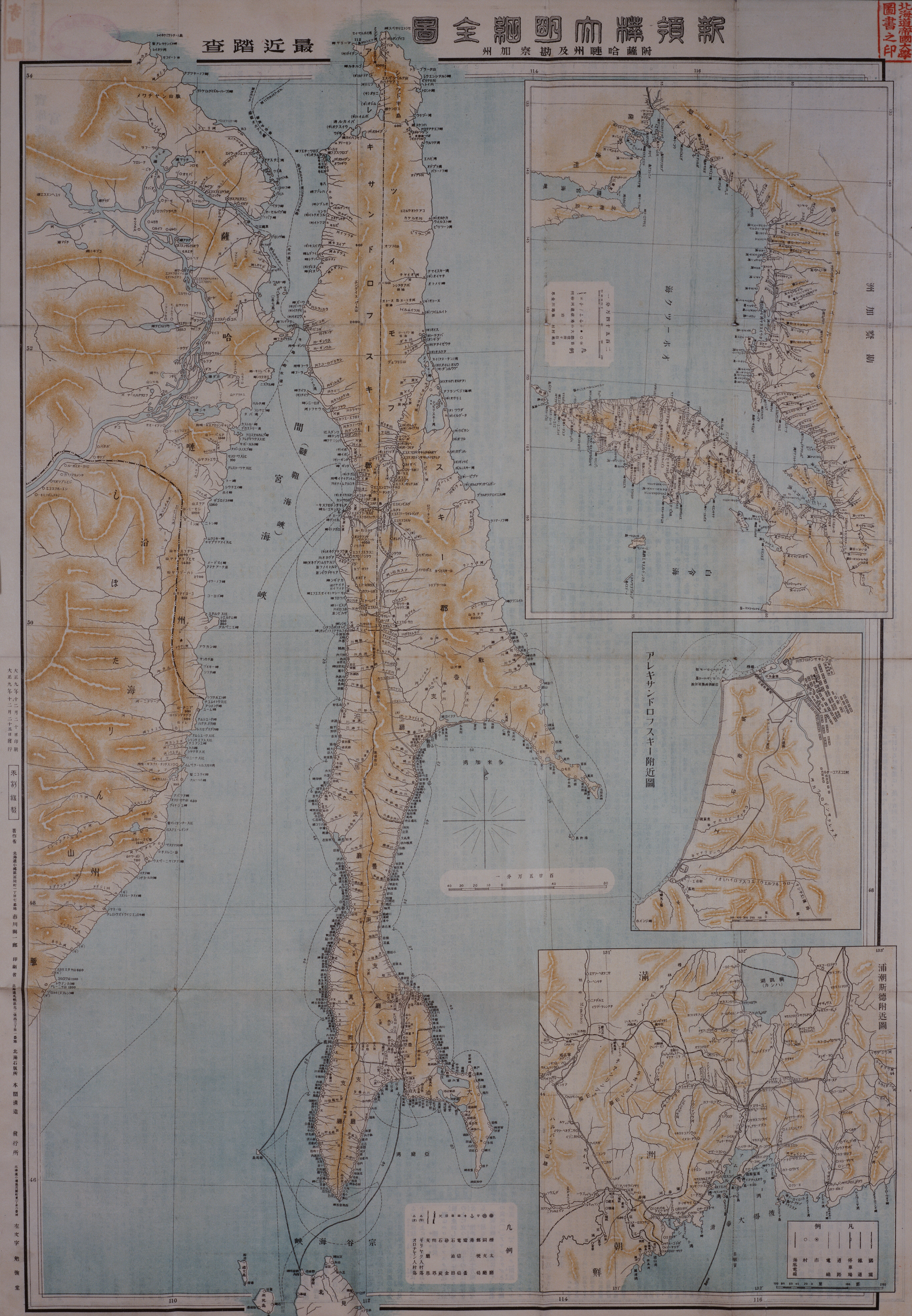
樺太全島及沿海州地圖（1920年）

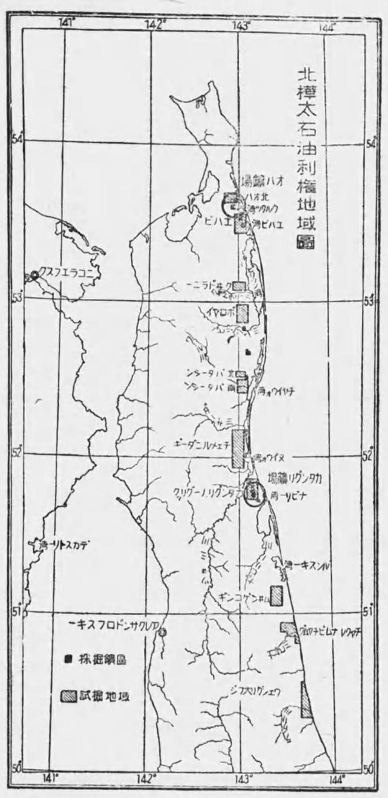
北樺太石油利權地域圖（1939年）

俄羅斯稱此島為薩哈林島（羅馬化：Ostrov Sakhalin。
1909年，俄羅斯帝國在庫頁島北半部建立薩哈林州，首府为亞歷山德羅夫斯克。
1918年8月，日本和協約國在俄國內戰發生時，向西伯利亞出兵，進行武裝干涉。然而在1920年發生尼港事件，日本認為此時在西伯利亞沒有可以談判的政府，因此打算占領薩哈林州內被認為必要的據點，直到未來建立起合法的政府並能圓滿解決事件為止，於是於7月29日組建薩哈州派遣軍，在8月上旬登陸亞歷山德羅夫斯克（亞港），占領庫頁島北半部。直到1925年1月20日，與蘇聯在北京簽訂《日苏基本条约》（另称日苏北京条约），日本從北庫頁島撤兵，日苏两国建交，苏联依照条约把北库页岛的石油开采与煤炭开采权限让渡给日本45年。即「北樺太利权」。由日本五大企业成立北辰会（辛迪加）开采。。
- 1926年，此地成為濱海邊疆區的薩哈林省。
- 1932年10月20日，萨哈林州建立。
- 1941年4月签订《日苏中立条约》前的谈判中，苏联一度要求日本书面承诺在数月内放弃在北庫頁島開採石油的權力。随后苏德战争爆发，加上日本被美國制裁（ABCD包圍網），急需要維繫日本手裡保存的石油來源支持其侵華，雙方為免遠東節外生枝，暫且維持現狀。
- 1943年日本战局不利，为防止苏联放弃中立，日本主动要求与苏联谈判提早結清日本在北庫頁島的石油開採權，1944年3月30日雙方簽訂《關於北樺太的石油及石炭利權轉讓議定書》，日本以約500萬盧布的對價放棄北庫頁島的利權，但是規定在雙方各自的戰爭皆結束後的五年期間，蘇聯每年必須向日本供應5萬噸石油或煤炭，作為彌補日本在北庫頁島失去的能源資源。[32][33]。

### 蘇日戰爭
1945年8月，蘇聯撕毀日蘇中立條約，突對日宣戰，並且發動占領庫頁島南半部的戰爭。進攻始於1945年8月11日。蘇軍第56步兵旅、包含第79步兵師的第16軍的一部、第2步兵旅、第5步兵旅和第214裝甲旅組成，攻擊日軍第88步兵師。蘇聯紅軍雖然在人數上与日军三比一，但由於日軍的頑強抵抗，苏军前進緩慢。直到8月16日，第113步兵旅和第365獨立海軍步兵營在岛西的海濱村莊塔路町登陸，蘇聯才突破了日本的防線。這次登陸后，日本的抵抗力越來越弱。實際戰鬥一直持續到8月21日，8月22日到8月23日，大多數剩餘的日軍部隊同意停火。蘇聯於1945年8月25日佔領了首府豐原。
1944年居住在南樺太的大約40萬人主要是日本人和朝鲜人，約有10萬人在戰爭的最後幾天被成功疏散到日本，然而有3艘緊急疏散船（小笠原丸、第二號新興丸、泰東丸）被蘇軍潛水艇攻擊，造成小笠原丸與泰東丸沈沒、第二號新興丸嚴重毀損，1,708人因此罹難，是為三船殉難事件。而陸地上的無差別攻擊，造成約2,000位平民喪生。此外，在蘇軍登陸進攻真岡町後，真岡郵便局的女性接線員集體服毒自盡，是為真岡郵便電信局事件。

### 戰後

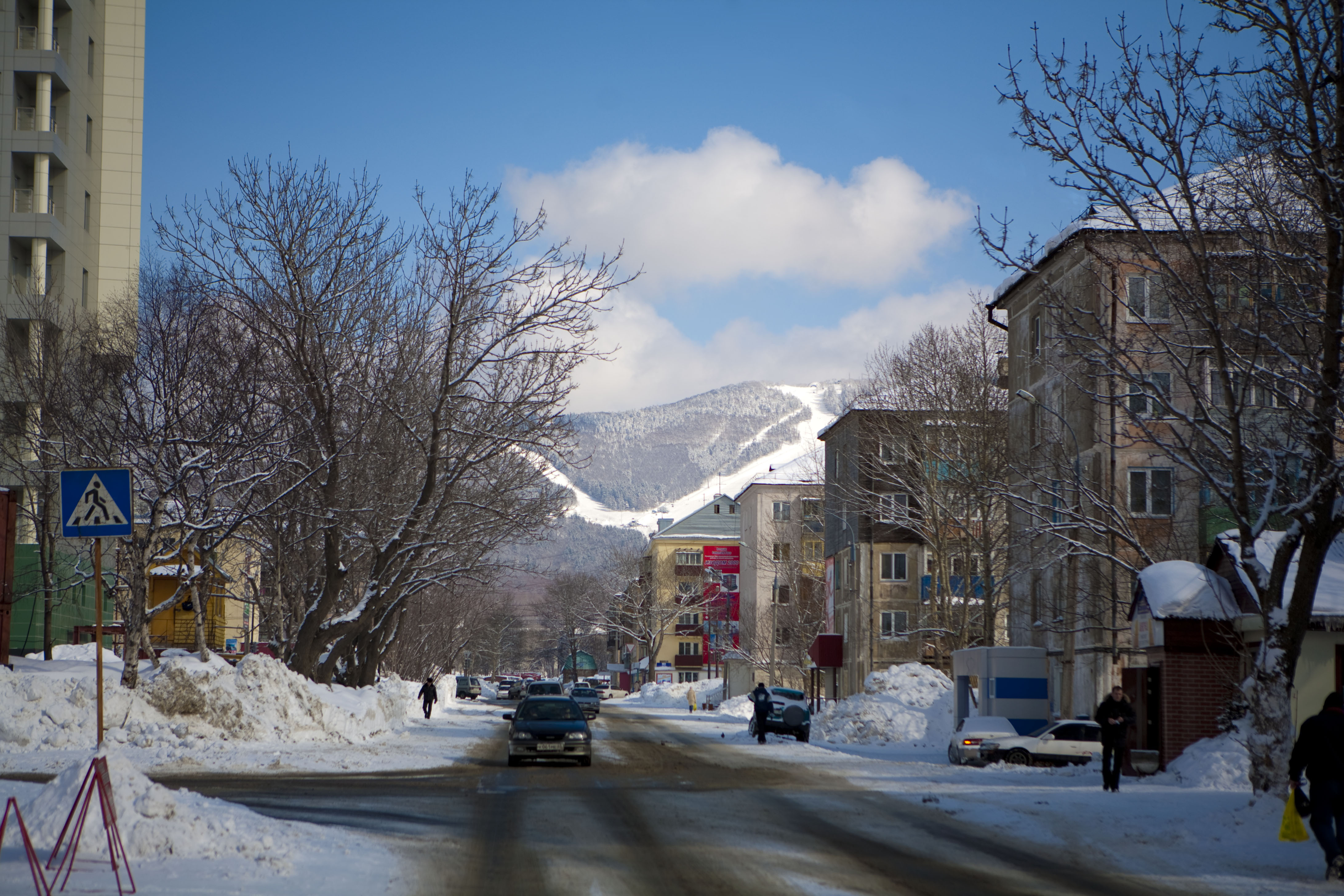
2009年南萨哈林斯克

1946年2月2日，蘇聯發表宣言，宣布占有庫頁島全島及千島群島，又在南庫頁島和千島群島建立南薩哈林州。庫頁島及千島群島的大和民族及阿伊努族幾乎被蘇聯政府驅逐出境，遣送回日本。三分之一的朝鮮族獲准留在了島上。然而有許多人被強押至蘇聯各地的古拉格，以及蒙古人民共和國，進行強制勞動改造，例如西伯利亞滯留者。
1947年1月2日，蘇聯將南薩哈林州併入萨哈林州，并改由联邦直接管辖。1951年9月8日，日本舊金山和会上發表宣言，宣布全面放棄對千島群島、1905年9月5日獲得之庫頁島南部，以及鄰近各島嶼的一切權利、權利名義與要求。和约没有指明南庫頁島的主權歸於哪國，並且蘇聯沒有在和約上簽字，也尚未與日本另行簽訂和約，因此至今日本認為南庫頁島（以及北方領土以外的千島群島）主權未定。
1983年9月1日大韓航空007號班機在庫頁島西南方的公海被蘇聯國土防空軍的Su-15攔截機擊落，導致269人死亡。

## 地理

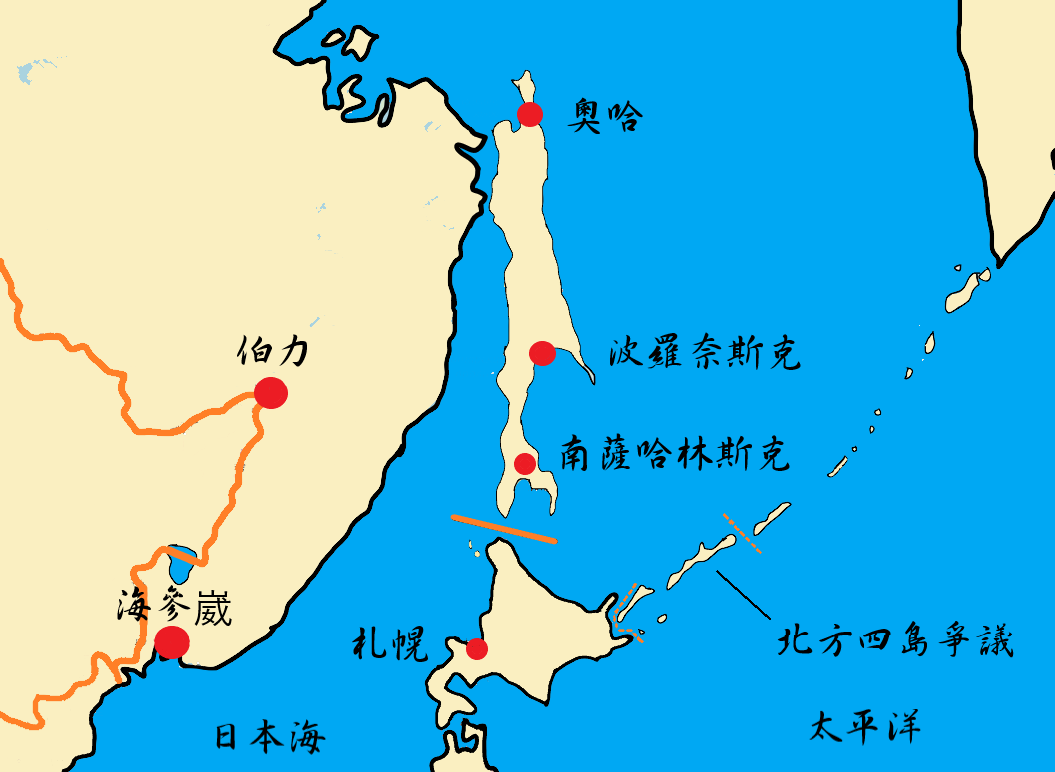
库页岛地图

库页岛地形南北狭长，长达948公里，由克里利翁角延伸至伊丽莎白角，宽度26－160公里，面积7.64万平方公里。有6,000條河流及1,500個湖泊，主要河流有特米河与波罗奈河。库页岛位于黑龙江出海口东部、东面和北面临鄂霍次克海、西隔鞑靼海峡与大陆相望、南隔拉彼鲁兹海峡（宗谷海峽）与日本北海道相对。北部地势较低，中南部多山，最高点海拔1,609米。岛上富有石油、天然气、煤等资源，森林或灌木丛覆盖面积5万平方公里左右，林区占四分之一。在岛的北部和中部有4亿立方米蓄积量的云杉、松树和落叶松。在北部也有油井和天然气。煤在岛上分布很广，煤矿的蕴藏量共190亿吨，东岸的煤主要为褐煤。漁業資源發達。库页岛海岸线弯曲较少，缺乏良港。由於該島處於环太平洋地震帶因此地震頻繁。
薩哈林島有兩個較小的附属島嶼，莫涅龍島和烏什島。莫涅龍島是韃靼海峽唯一的岛屿，長7.2公里，寬5.6公里，距離薩哈林岛西海岸最近約24海里（44），距離港口城市涅韦尔斯克41海里（76）。烏什島是薩哈林島北海岸的一個島嶼。

### 地势
島上地勢由中部山脈、低地和低窪平原組成。山地由兩条平行的南北山脉組成——西薩哈林山脉和東薩哈林山脈。西薩哈林山脈最高峰伊查拉山1,481米，而東薩哈林山脈最高峰洛帕京山1,609米，也是島上最高的山峰。两山间夹有特米-幌内低地。岛北部是平緩而傾斜的丘陵和平原。薩哈林島近三分之二是山區。南部有鈴谷山脈和中知床山脉。而沼澤的北薩哈林平原佔據了其北部的大部分。

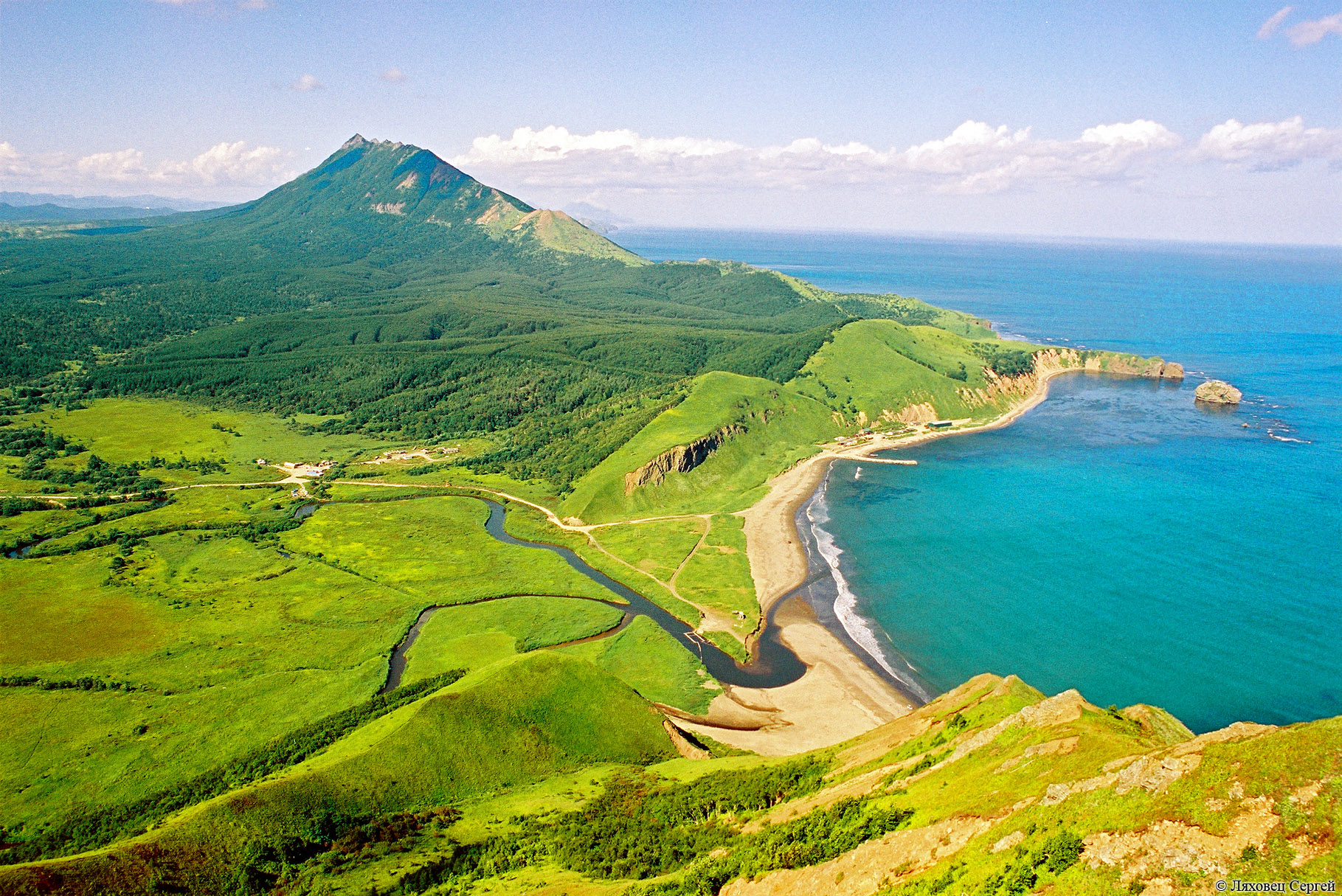
日丹科山脉

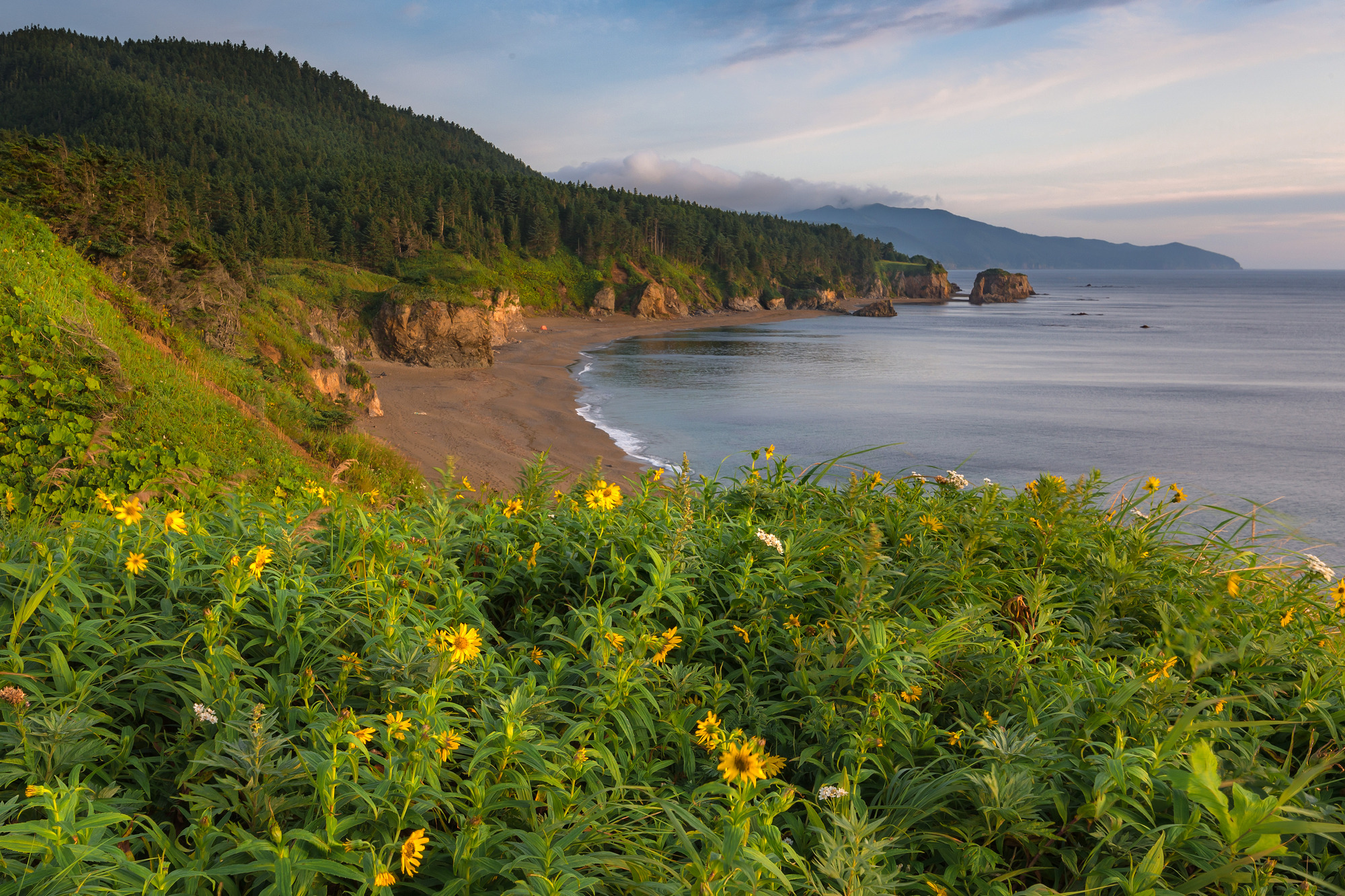
韦利堪角

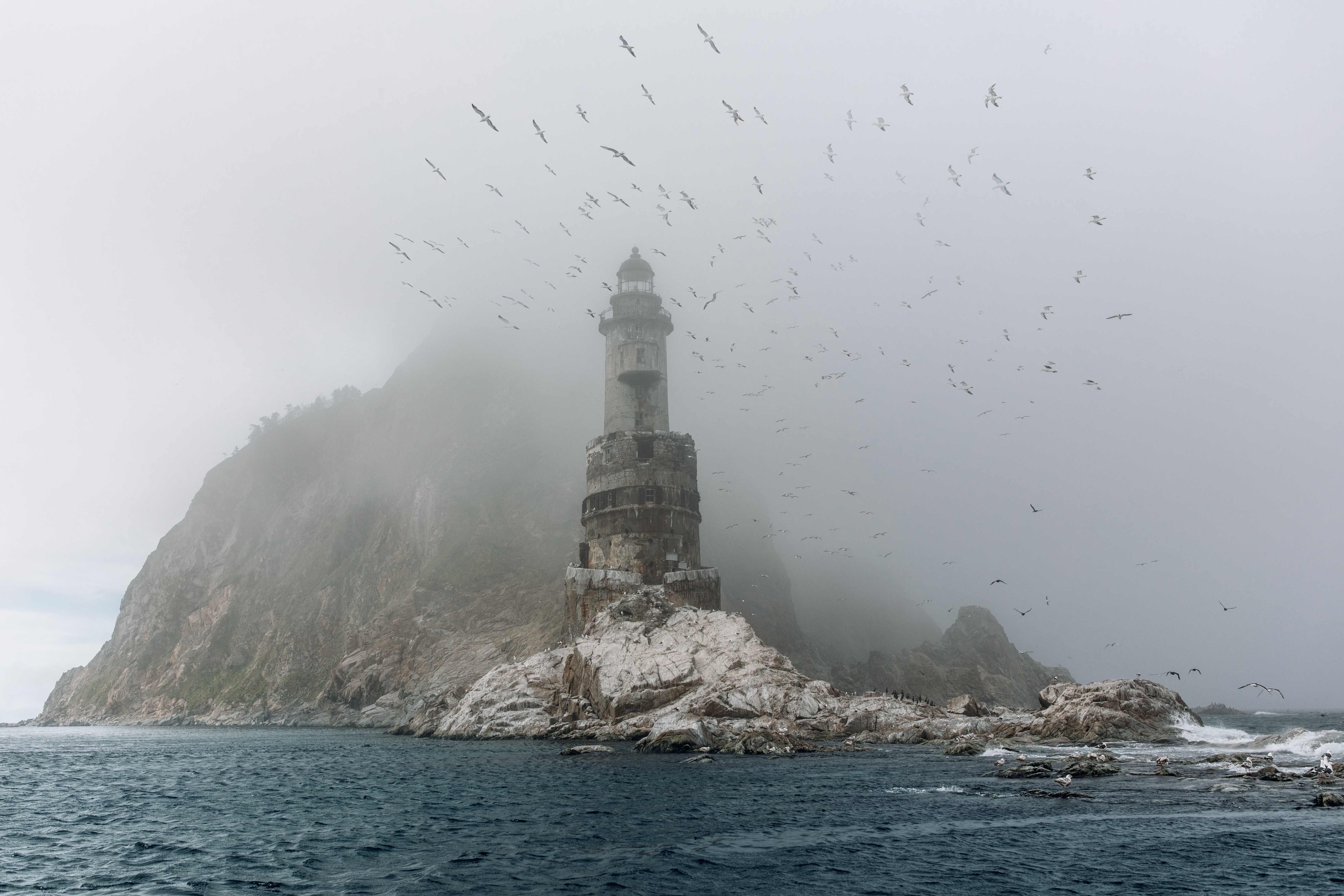
阿尼瓦角

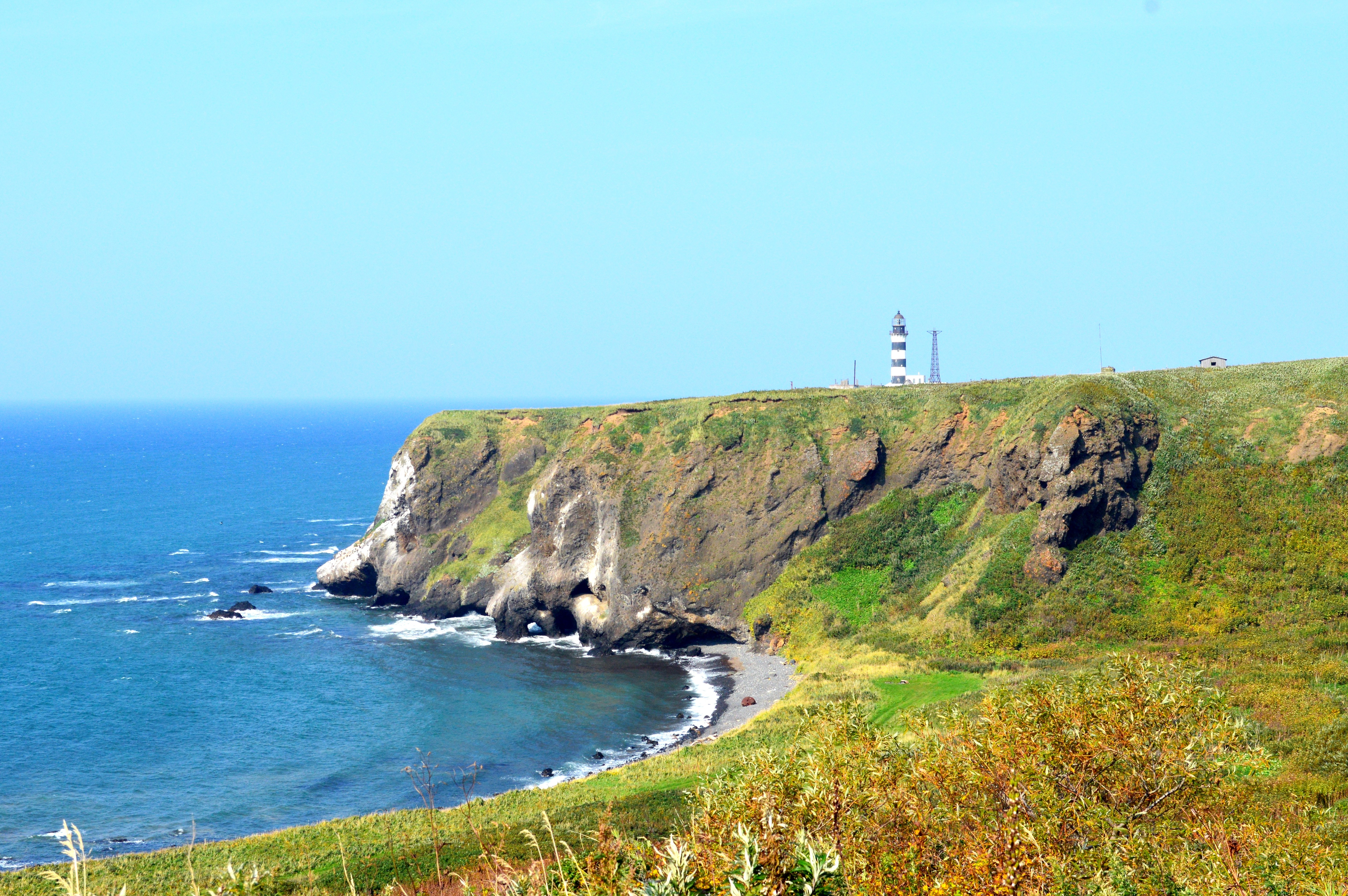
拉馬農角

施密特半島，約1.4萬平方公里，是島嶼东北部的半島，多山地，海岸陡峭，东西有两条南北向山脊。最高點是623米的三兄弟峰。隔奥哈地峽與北薩哈林平原相連，最窄處寬约6公里。
北薩哈林平原，約28,000平方公里，是东北部的平緩丘陵地區，河网密集，山丘低矮，從北部的贝加尔灣延伸至南部内什河和特米河的交点。最高點是601米的达胡里亚山。海岸有许多大型瀉湖，如皮尔通湾、柴沃湾、内斯基湾、纳比尔湾和伦斯基湾，泻湖與海洋由狹窄的沖積溝、沙丘和低的海階地條分隔開。在北萨哈林平原和毗鄰的鄂霍次克海大陸架上，有大的薩哈林島油氣田。
西薩哈林山脈從北部的北緯51°19'的霍埃延伸到該島最南端的克里利翁半岛，长近630公里，平均寬40-50公里，最宽处位于北纬48°46'——約為70公里。南北向部分由地峽以北的蘆葦山脉和南蘆葦山脈组成。
特米-波罗奈低地是島中部的丘陵低地，從南部的捷尔佩尼耶湾到北部的内什河和特米河的交匯處南北延伸約250公里。波罗奈河口处最大寬度90公里，特米河山谷中最小寬度6-8公里。北通纳比尔低地。该低地覆蓋有新生代沉積物，由第四紀的砂岩、鵝卵石等沉積沉積物組成，南部沼澤是波罗奈苔原。
苏苏亚低地位于島南部，南至阿尼瓦湾，北通奈巴河，长約100公里。西部低地接西薩哈林山脈，東與苏苏亚山脈和科尔萨可夫高原接壤。南部寬度可達20公里，中部约6公里，北部约10公里。北部和南部不超過海拔20米，中部在苏苏亚河和大塔科伊盆地的分水嶺上最高点约60米。属內部低地，是由厚的第四紀沉積物形成的構造窪地。在苏苏亚低地內有南薩哈林斯克、阿尼瓦、多林斯克等城市，是島上近半的人口的家园。
東薩哈林山脈北部以洛帕京山交界處，最高點是洛帕京山，海拔1609米，山脊徑向偏離。纳比尔山脈是兩個相反方向的支脉。南部纳比尔山脈交入中央山脈，北部陡坡交有北薩哈林平原。捷尔佩尼耶半岛低地最小，佔有捷尔佩尼耶湾以東的捷尔佩尼耶半岛的大部。山脈南北延伸70公里，寬18-120公里，最高點是1047米的普希金山和1045米的契訶夫峰，由古生代沉積物組成。南薩哈林斯克市在山脊的西斜坡下。科尔萨可夫高原西界苏苏亚低地，北连苏苏亚山脈，東邻穆拉維耶夫低地，南通阿尼瓦湾。地表起伏不大，由東北方向延伸的平頂岩石山脊形成。阿尼瓦湾旁高原南端是科薩科夫市。穆拉維耶夫低地位於南部的阿尼瓦湾和北部的莫尔维诺夫湾之間。低地內多湖泊，较著名的有南薩哈林斯克居民的度假胜地溫暖湖。托尼诺-阿尼瓦山脈呈南北方向连接斯沃博德内角到阿尼瓦角，近90公里，最高點是670米的克鲁施腾峰，由白堊紀和侏羅紀沉積物組成。

### 气候
庫頁島屬於大陸性氣候，冬季氣候寒冷，夏季短暫且凉爽多雾，冬季長達六個月。1月平均氣溫為南部為-5℃，北部為-24℃；較北方的地區氣溫可低到-40℃。8月南部為+18℃，北部为+11℃。港口長期冰封，北部一些港口可達八個月。年降水量平原地区约500毫米，山地约1000毫米。北部的年平均氣溫約為-1.5℃，在溫暖的東南部5.0℃。
萨哈林岛位于北緯46°至54°之間，太陽輻射可从北部的410千焦/年到南部的450千焦/年。冬季天氣主要受西伯利亞低压影响，盛行北風和西北風，有强霜凍，尤其是在具有大陆性气候特点的中部。与远东地区大陆所不同的是冬季氣旋可以來自南方，使萨哈林岛有強烈并頻繁的暴風雪。1970年冬，多次多雪旋風襲擊了萨哈林岛，引发多次雪崩；風力達颶風強度，最大50m/s；南部的積雪量超過平均3-4倍，一些地方達6-8米。岛位于歐亞大陸和太平洋之間，決定了氣候的季風性質，使夏季溫暖潮湿并多雨。6-9月是夏季。山區地形影響風向和風速。山間盆地風速低導致该处冬冷夏暖，有全岛最大的溫差。同時，山脈也保護低地和西海岸免受冬季来自鄂霍次克海的冷空氣影響。
夏季日本海的對馬暖流可触及薩哈林島西南端，東薩哈林寒流從東海岸边的鄂霍次克海由北向南流淌，增强东西海岸温差。寒冷的鄂霍次克海像巨大的蓄温器影響岛上氣候，使春季持久且寒冷，秋季较为温暖并降水最多。南薩哈林斯克下雪有時持續到5月中旬，甚至1963年6月1日大雪；但花壇可以延续到11月初。受海洋性气候影响，薩哈林島比俄羅斯歐洲部分的類似气候的地方季節延遲約3周。年最热月份是8月，最冷月份是2月，9月平均氣溫多高於6月平均氣溫。
薩哈林島的最高溫度39℃出现於1977年7月在東海岸諾格利基區。薩哈林島的最低溫度-50℃記錄於1980年1月在特莫夫斯科耶區阿多-特莫沃。南薩哈林斯克的最低記錄溫度-36℃出现在1961年1月，最高记录温34.7℃出现在1999年8月。最高年平均降雨量（990毫米）出现在阿尼瓦市，最少年平均降雨量（476毫米）出现在奧哈區过各达氣象站。南薩哈林斯克的年平均降水量為753毫米。最早的穩定積雪通常出現在奧哈區的伊丽莎白角和特莫夫斯科耶區的阿多-特莫沃，平均日期為10月31日；最晚的積雪出現在科爾薩科夫，平均日期為12月1日。積雪消融的平均日期從霍爾姆斯克的4月22日到伊丽莎白角的5月28日。在南薩哈林斯克，穩定的積雪平均在11月22日出現，並在4月29日融化。
颱風格鲁吉亚1970年9月18日至19日襲擊薩哈林島南部，幾小時内下了一个月的平均降水量，河流水位上升5米，农田淹没，大量牲畜死亡，沖走公路和鐵路。颶風導致電力線大規模破壞，并有人員傷亡。1981年8月，100年來最強颱風「菲利斯」由太平洋襲擊該島，最大降水量出现在8月5日至6日。僅在8月4日至8月7日，薩哈林島南部的降水量就有322毫米，是約正常三個月的平均降水量。一些河流的水位上升了6.5米，伴有山體滑坡和泥石流。阿尼瓦湾和捷尔佩尼耶湾海岸的海水上升，造成人員傷亡，2000多户家庭无家可归。阿尼瓦区、斯米爾內赫區和波羅奈區受到的影響尤其嚴重。2002年強颱風從7月11日至15日，台风查特安和熱帶低壓 Нерри 在薩哈林島南部造成豪雨、泥石流和山體滑坡，道路沖毀，房屋淹沒。当年9月2日，颱風露莎再次給該島南部帶來大雨，河流水位上升2.5-4.5米，449所房屋淹沒，9座橋樑被毀。涅韋爾斯克區80個村莊聚在一起。10月2日至3日，颱風海高斯從日本列島穿過薩哈林島南部，引发大暴雨和暴風雨，二十個定居點断电，道路被毀。一艘船在捷尔佩尼耶湾沉沒。南薩哈林斯克一千多棵樹倒伏，砸伤几人。2009年6月和7月，薩哈林島南部降下三個月的平均降雨量，7月15日至16日，南薩哈林斯克的降水量達到107毫米，是几乎兩個月的平均降水量。河水溢出河岸，破壞連接島南北的薩哈林鐵路，鐵路交通兩次停止。

### 河流
薩哈林島16,120个湖泊，總面積約1,000平方公里，是内流湖，多集中在北部和東南部。薩哈林島的兩個最大的湖泊是178平方公里的涅夫斯科耶湖和174平方公里的圖奈恰湖，這兩個湖泊屬於瀉湖。瀉湖占薩哈林島海岸的20%，廣泛的潟湖地層佔據200公里的海岸，集中在島嶼的東北部和南部。

### 自然资源
薩哈林島自然資源的潛力非常高。薩哈林島拥有丰富的生物資源，島及大陸架上的烃类和煤炭儲量高。薩哈林島地區天然氣凝析油的探明儲量在俄羅斯排名第4位，天然氣排第7位，煤炭排第12位，石油排第13位，這些礦物幾乎完全集中在薩哈林島及其大陸架上。島上的其他自然資源包括木材、黃金、汞、鉑、鉻、滑石、沸石、銀、砷和錫。

### 生物资源

#### 植物
薩哈林島植物區系研究的歷史始由1859年腓特烈·卡尔·施密特。截至2004年初，島上的植物區系有1521種維管束植物，屬於132科575屬，其中7科101屬是入侵物種。島上入侵物种有288種，占植物群組成的18.9%。薩哈林島植物不包括入侵物种有维管束植物79種，其中石松門14种、木賊亞綱8种、蕨類植物57种；裸子植物9種；被子植物1146種，其中單子葉植物383種，雙子葉植物763種。薩哈林島植物區系中維管植物的主要科是莎草科（121種本土植物，1种入侵物种）、菊科（120種本土植物，55种入侵物种）、禾本科（108種本土植物，34种入侵物种）、薔薇目（58種本土植物，10种入侵物种）、毛茛科（54種本土植物，3种入侵物种）、杜鵑花科（339種本土植物，0种入侵物种）、石竹科（38種本土植物，18种入侵物种）、蓼科（37種本土植物，20种入侵物种）、蘭科（35種本土植物，0种入侵物种）和十字花科（33種本土植物，20种入侵物种）。维管植物不含入侵物种有乔木44種、藤本植物9種、灌木丛82種、灌木54種、半灌木丛4種、多年生草本植物961種及一年生和兩年生草本植物79種。
薩哈林針葉林主要物種是落葉松、Picea ajanensis、赤虾夷松、庫頁冷杉和 Abies mayriana。東北紅豆杉是針葉林和落葉林的一部分，在單一樹木或小群中被發現。主要的落葉樹種有岳樺和垂枝樺。主要硬木有辽东桤木 （Alnus hirsuta）、歐洲山楊、甜楊、粉枝柳、黄花柳、Salix cardiophylla、鑽天柳、春榆、裂葉榆、花楷槭和 Acer mayrii。刺楸、Phellodendron sachalinense、鬼胡桃和大山樱主要生長在島的南部。

#### 动物

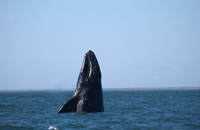
萨哈林岛拍摄的西灰鲸

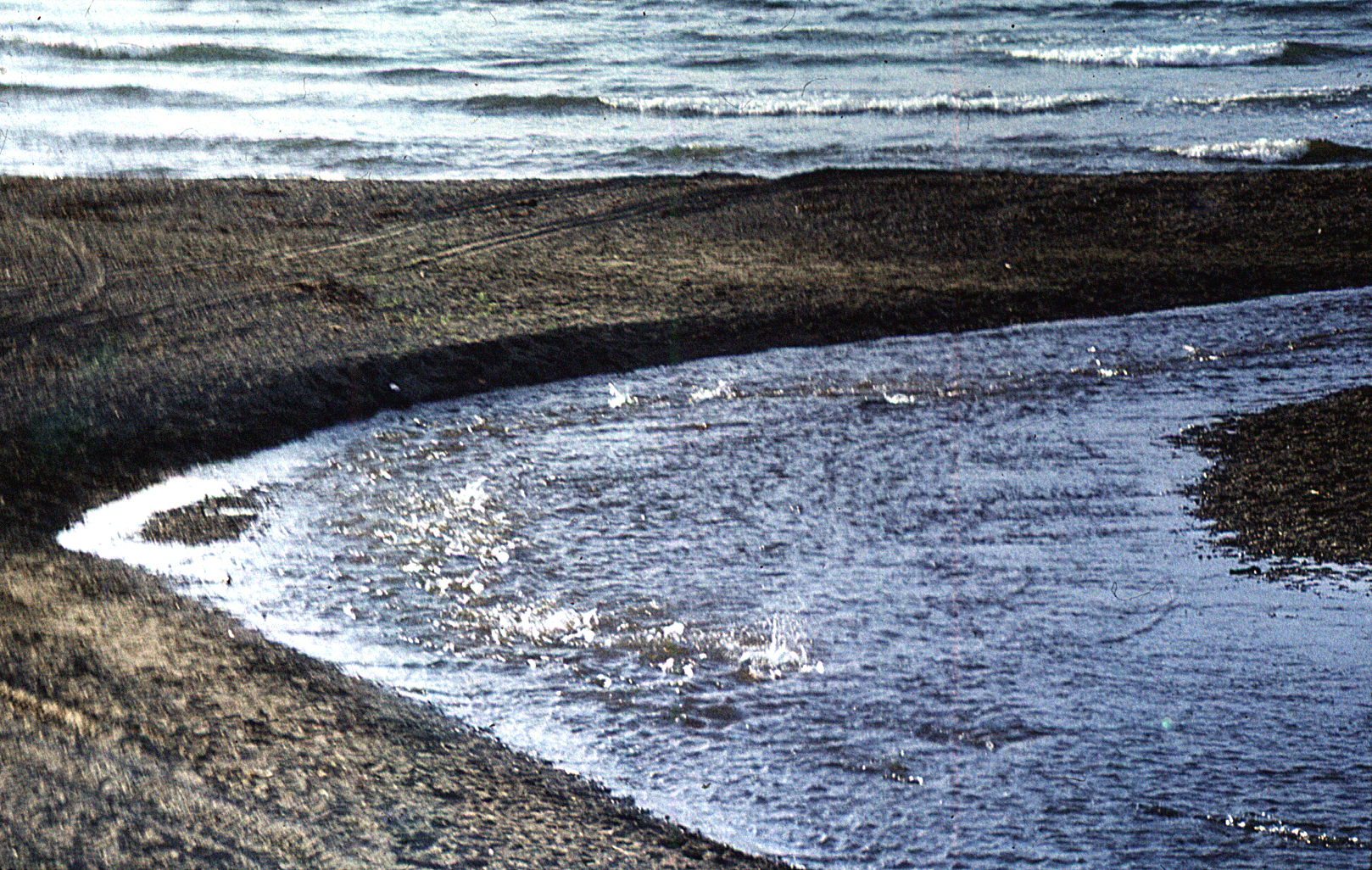
粉紅色的鮭魚在流入莫爾德維諾夫灣的一條無名河流中產卵

島上有44種哺乳動物，较有名的有熊、狐狸、黑貂、水獺、美洲水貂、馴鹿、狼獾和原麝。有些亚种为此岛独有，如貉和北海獅等。大約一半的薩哈林兽类动物是啮齒動物。狼不常出现在萨哈林岛，有时从大陆上穿过涅韦尔斯科伊海峡的冰面到达此岛。有記錄378種鳥類，其中201种（53.1%）在島上常居。該島南部的物種數量最多（352種），中部記錄的物種為320種，北部為282種。大多數常居的鳥類（88種）是鸚鵡；有很大比例的鳥類是鴴形目（各11種常居物種）、雁形目（22種築巢物種）、隼形目和猫头鹰（各11種築巢物種）。

#### 保护生物
島上的動植物和微生物群包括許多稀有的保護動植物和真菌，有哺乳動物18種，鳥類97種（其中常居50種），魚類7種，無脊椎動物20種，維管植物113種，苔蘚植物13種，藻類7種，真菌14種和地衣20種；总计動物136種，植物133種，真菌34種，共303種具有保護地位，即被列入「薩哈林地區紅皮書」；同時，其中約三分之一同時被列入「俄羅斯聯邦紅皮書」。
在“聯邦紅皮書”開花植物中，薩哈林島有九眼獨活、布袋兰属、姥百合、日本薹草、Carex livida、杓蘭、大花杓蘭、山荷葉、裂唇虎舌蘭、豬牙花、天麻、玉蟬花、鬼胡桃、Kalopanax septemlobum、卷丹、Lonicera tolmatchevii、白鮮薺（Macropodium pterospermum）、Miyakia、二叶兜被兰、草芍藥、Paeonia oreogeton、匍根早熟禾和浙皖莢蒾共23種。此外在島上還發現了另外八種「聯邦紅皮書」植物，有兩種裸子植物清水圆柏和東北紅豆杉，三種蕨類植物水韭屬、毛枝蕨和 Mecodium wrightii，三种苔蘚 Bryoxiphium norvegicum、Neckera borealis 和 Plagiothecium obtusissium。

## 人口

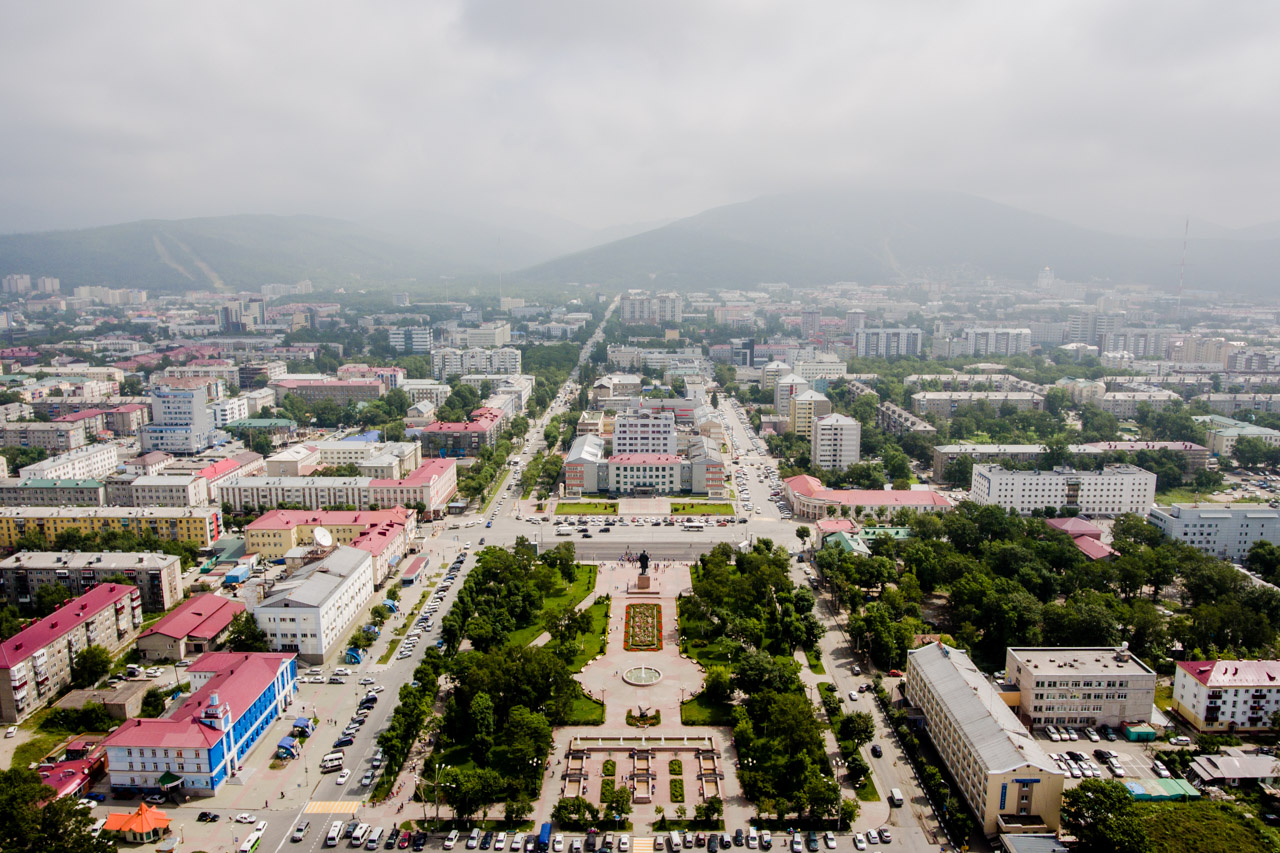
今天的南萨哈林斯克

薩哈林島是俄羅斯人口最多的島嶼。截至2010年1月1日，薩哈林島和千島群島的人口為51.09萬人，薩哈林島的人口約為49.3萬人。2002年人口普查显示，島上有527,268人，其中男性253,304人，女性273,964人。84%是俄羅斯人，其餘的是朝鮮人（5.6%），烏克蘭人（4.0%），韃靼人（1.2%），白俄羅斯人（1.0%），摩尔多瓦人（0.5%），还有不到1%的人口是原住民——尼夫赫人（0.5%）和鄂羅克人（0.06%）。

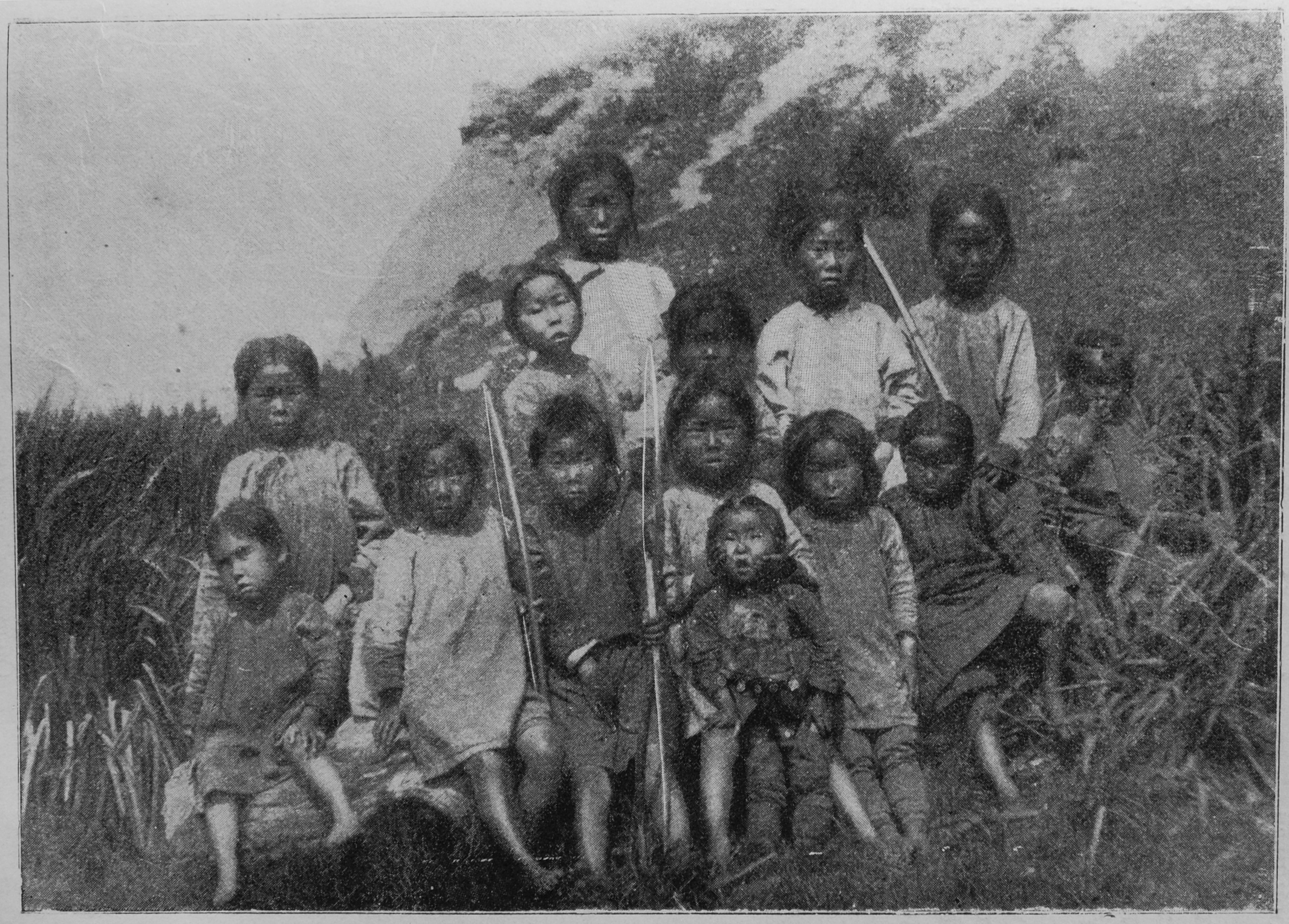
尼夫赫儿童（1903）

樺太日治時期，许多日本人和朝鮮人迁居萨哈林岛南部，確切人數不詳。第二次世界大戰後，薩哈林島約有40萬日本居民、阿伊努族原住民和朝鮮人被蘇聯政府驅逐至日本。
從2002年到2009年，薩哈林島的人口每年下降約1%，死亡率高於出生率，從俄罗斯大陸和其他国家（中國、北朝鮮、吉爾吉斯斯坦、塔吉克斯坦、烏茲別克、亞塞拜然等）抵達該島的移民人數低於離開的薩哈林島居民人數。
薩哈林島最大的城市是南薩哈林斯克（190,227人），也是區域中心，其他相對較大的城市是科尔萨科夫（33,148人），霍爾姆斯克（29,563人）、奧哈（21,830人）、波羅奈斯克（15,476人）、多林斯克（11,885人）、涅韦爾斯克（10,965人）。

### 主要城市
- 南萨哈林斯克
- 萨哈林岛亚历山德罗夫斯克
- 科尔萨科夫
- 霍尔姆斯克
- 奥哈
- 涅韦尔斯克
- 波罗奈斯克
- 乌格列戈尔斯克
- 多林斯克

| 区域                       | 人口    | 占全岛总人口比例（%） | 城市人口 | 农村人口 |
| -------------------------- | ------- | --------------------- | -------- | -------- |
| 南萨哈林斯克               | 200 739 | 42.87                 | 193 669  | 7 070    |
| 薩哈林島亞歷山德羅夫斯克區 | 11 523  | 2.46                  | 9 697    | 1 826    |
| 阿尼瓦區                   | 18 872  | 4.03                  | 9 396    | 9 476    |
| 多林斯克區                 | 24 434  | 5.22                  | 11 751   | 12 583   |
| 科爾薩科夫區               | 40 183  | 8.58                  | 33 056   | 7 127    |
| 馬卡羅夫區                 | 8 257   | 1.76                  | 6 753    | 1 504    |
| 涅韋爾斯克區               | 15 751  | 3.36                  | 10 589   | 5 162    |
| 諾格利基區                 | 11 327  | 2.42                  | 9 915    | 1 412    |
| 奧哈區                     | 23 169  | 4.95                  | 21 081   | 2 088    |
| 波羅奈區                   | 21 950  | 4.69                  | 17 066   | 4 884    |
| 斯米爾內赫區               | 12 097  | 2.58                  | 7 292    | 4 805    |
| 托馬里區                   | 8 172   | 1.75                  | 3 858    | 4 314    |
| 特莫夫斯科耶區             | 14 702  | 3.14                  | 7 424    | 7 278    |
| 霍爾姆斯克區               | 38 371  | 8.20                  | 28 521   | 9 850    |
| 烏格列戈爾斯克區           | 18 677  | 3.99                  | 16 109   | 2 568    |
| 总计                       | 468 224 | 100.00                | 386 177  | 81 947   |

## 经济
薩哈林島是典型的第一產業地區，依靠石油天然氣出口、煤炭開採、林業和漁業。黑麥，小麥，燕麥，大麥和蔬菜數量有限，生長季平均不到100天。
1991年蘇聯解體以及經濟自由化使薩哈林島經歷了石油繁榮，多个大型石油跨國公司進行了廣泛的石油勘探和開採。估計有140億桶石油和天2700立方公里天然氣储量，埃克森美孚和殼牌等國際石油公司按照生產共用協定合同開發。1996年，簽署了在該島東北海岸勘探石油和天然氣的合同薩哈林1號和薩哈林2號。據估計，兩個合同總共花費210億美元；截至2006年9月，成本幾乎翻了一番，達到370億美元，引發了俄羅斯政府的反對。這筆費用估計將包括10億美元用於升級該島的基礎設施，包括道路、橋樑、垃圾处理场、機場、鐵路、通信系統和港口。此外，薩哈林三号和四号正處於不同的早期發展階段。由埃克森美孚 Neftegas Limited 管理的薩哈林島I專案完成了薩哈林島一號財團俄羅斯聯邦和薩哈林島政府之間的生產共用協定（PSA）。俄羅斯正在建設一條220公里的管道，從薩哈林島到俄羅斯大陸的 De-Kastri terminal，橫跨韃靼海峽。在 De-Kastri terminal，資源裝載到油輪運往東亞市場，即日本、韓國和中國。第二個財團，薩哈林能源投資有限公司，正在管理薩哈林二号。已經完成了與俄羅斯聯邦的第一個生產共享協定（PSA）。薩哈林能源公司將建造兩條800公里長的管道，從該島的東北部到南端亚庭灣的普里戈羅德諾耶（深海村）。該財團還將在普里戈羅德諾耶建造第一座在俄羅斯建造的液化天然氣工廠。石油和天然氣也運往東亞市場。
薩哈林島II號因在亚庭灣傾倒疏浚材料而受到環保組織薩哈林島環境觀察的抨擊。這些團體還擔心海上管道會干擾鯨魚從島上遷徙。該財團截至2006年1月已重新安排了管道的路線，以避免阻碍鯨魚遷徙。在預計成本翻了一番之後，俄羅斯政府威脅要以環境原因停止該專案。有跡象表明，俄羅斯政府正在利用環境問題作為從該專案中獲得更大份額收入，迫使國家控制的俄羅斯天然氣工業股份公司參與的藉口。成本超支（至少部分是由於殼牌對環境問題的回應）正在減少流向俄羅斯財政部的利潤份額。2000年，石油和天然氣工業占薩哈林工業產出的57.5%。到2006年，預計將佔該島工業產值的80%。薩哈林島的經濟得益于石油和天然氣工業而迅速增長。截至2007年4月18日俄羅斯天然氣工業股份公司通過購買殼牌、三井和三菱50%的股份，獲得了薩哈林島II的50%加一股股份。
2021年6月，俄羅斯宣布計劃到2025年使薩哈林島實現碳中和。

## 交通

### 海运
海運是萨哈林岛經濟的重要组成部分。幾乎所有抵達薩哈林島和千島群島的貨物都是由1973年开通的貨船或渡輪用鐵路車廂從瓦尼諾大陸港口到霍爾姆斯克的瓦尼諾—霍爾姆斯克火車渡輪運送的。科尔萨科夫和霍爾姆斯克的港口是最大的港口，运输各種貨物，而煤炭和木材運輸通常通過其他较小的港口。1999年，日本在科薩科夫港和稚內港之間開通了渡輪服務，運營至2015年秋季暫停。在2016年夏季，這條路線由新加坡高速雙體船渡輪 Penguin 33 接替服務。該渡輪由企鵝國際有限公司擁有，由薩哈林島航運公司運營。薩哈林島的主要航運公司是薩哈林島航運公司，總部位於該島西海岸的霍爾姆斯克。

### 铁路

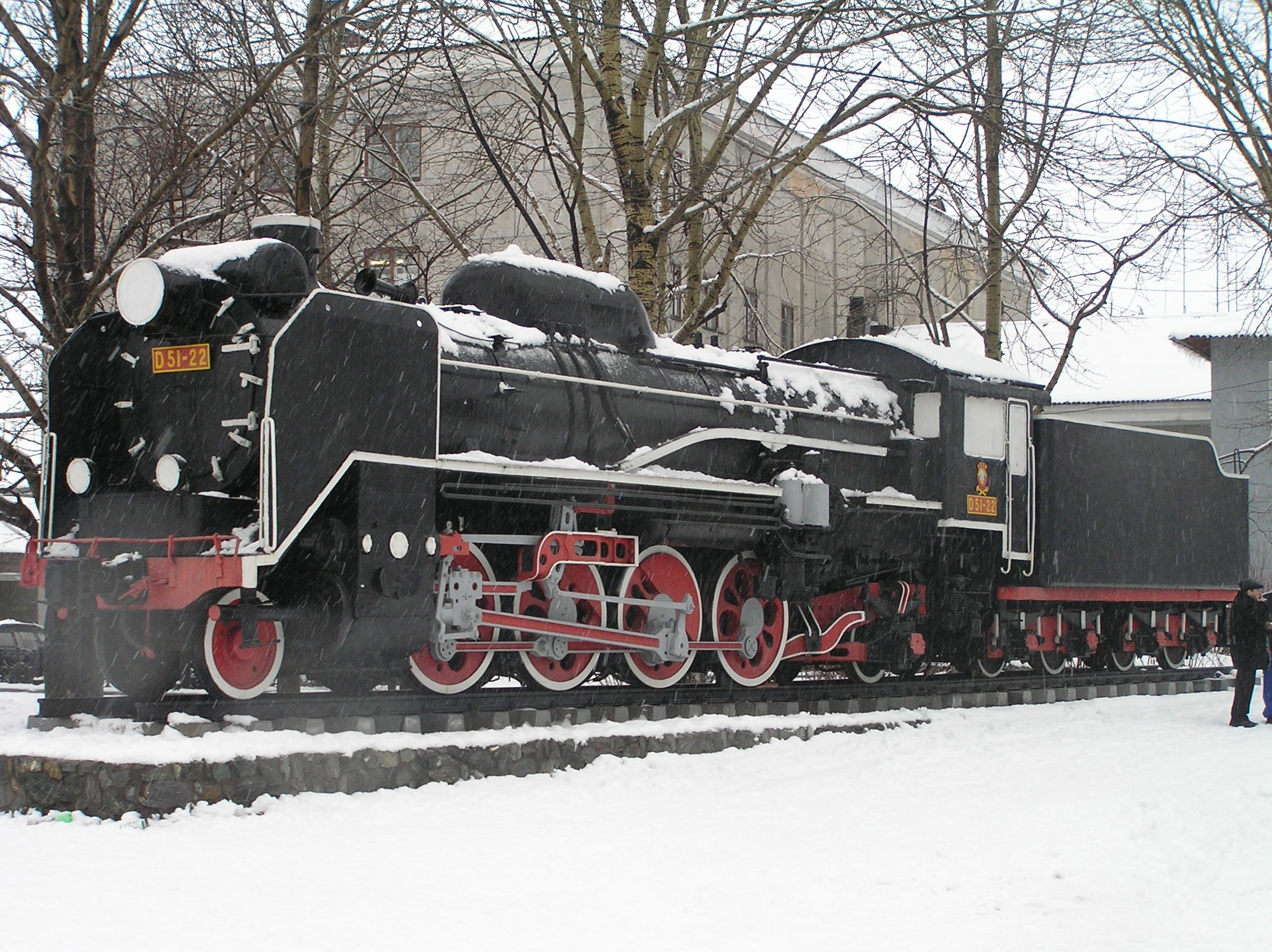
日本D51蒸汽火车

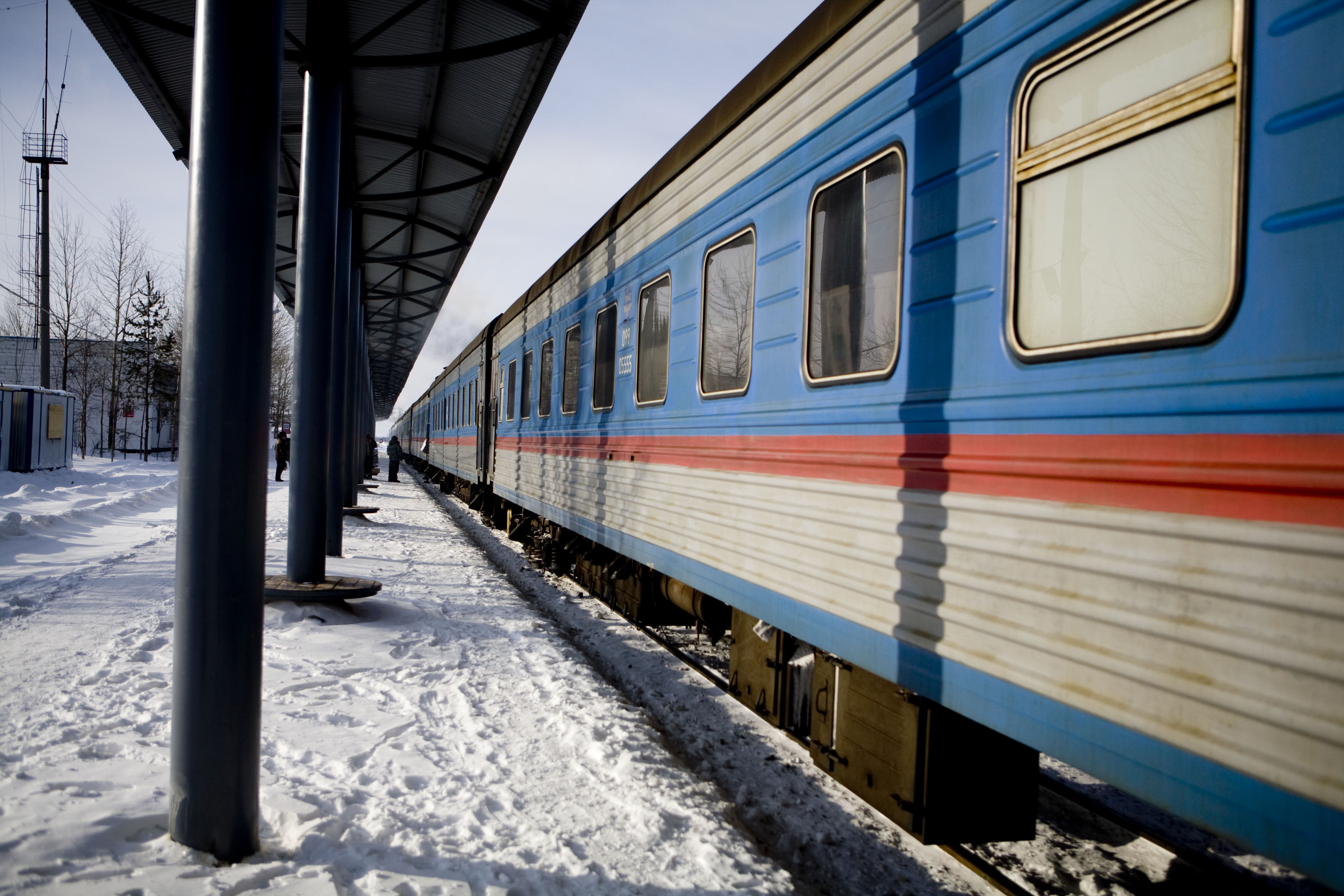
萨哈林岛客运火车

約30%的內陸運輸量由島上的鐵路承載，其中大部分被薩哈林鐵路承载，俄羅斯鐵路的17个劃分部分之一。薩哈林鐵路網從北部的諾格利基延伸到南部的科沙科夫。萨哈林鐵路直到2019年，一直以從日本繼承的1067毫米的軌距運營。蘇聯的TG16和TG22柴油機車是專門為薩哈林島設計和建造的。自2004年以來，一直在进行轉換為俄羅斯1520毫米宽軌道的工作。軌道重建后的客運於2019年9月1日開放。在霍爾姆斯克-涅維爾斯克線上，寬軌的重建工作於2020年夏天完成，柴油機車TG16M和鐵路公共汽車RA3用於運輸。除了俄羅斯鐵路公司運營的主要網路外，直到2006年12月，當地石油公司還經營著一家750毫米窄軌线，線從諾格利基向北228公里到奧卡，在最後幾年中条件逐漸惡化，运输於2006年12月終止，2007-2008年拆除，在2010年代被完全拆除。

### 与亚洲大陆交通
從南薩哈林斯克到諾格利基，公鐵網路覆蓋了該島的大部分地區，道路品質差，僅在南部有瀝青路面。還有一條通往大陸的輪渡鐵路。1940-1950年代試圖修建薩哈林-大陸海底隧道，該隧道计划在史達林去世後被廢棄。普京于2018年7月24日下令修筑连接库页岛及俄罗斯本土的跨海大桥，大桥设计全长580公里，落成后将是全球最长的大桥，预料成本至少达数十亿美元。即在哈巴羅夫斯克邊疆區和薩哈林島之間有一條鐵路線计划，通過拉扎列夫和波吉比之间的鞑靼海峽建造一座公铁两用橋，長度為540-580公里。未來，計劃將薩哈林島與日本北海道連接起來；惟專案受到俄羅斯和日本之間未解決的政治問題的阻礙。目前，大陸和薩哈林島之間的交通需通过瓦尼諾－霍爾姆斯克鐵路輪渡。

### 航空
南薩哈林斯克机场通航莫斯科、新西伯利亞、哈巴羅夫斯克、布拉戈維申斯克和符拉迪沃斯托克，與薩哈林地區的城鎮奧哈、沙赫乔尔斯克、諾格利基、南千島群岛，和择捉島的機場。
国外通航日本的東京、札幌和函館，韩国的首爾，以及中国的哈爾濱、上海、大连和北京。
從南薩哈林斯克到北千島群岛沒有直接連接，需經過堪察加的彼得羅巴甫洛夫斯克或马加丹等地轉機。